# Львівський автобус
Львівський автобус — система громадського транспорту Львова, яку обслуговують автобуси великої та середньої місткості, які працюють у режимі «звичайний», і є основним видом міського громадського транспорту за пасажиропотоками, кількістю маршрутів та одиницями рухомого складу. Станом на червень 2025 року виконавчий комітет Львівської міської ради (ЛМР) затвердив 70 міських маршрутів. З них 54 обслуговують сім перевізників, визначених на конкурсах, а 16 не працюють. Через Львів також проходить кілька десятків приміських обласних маршрутів (нумерація маршрутів № 100—900), які затверджує Львівська обласна державна адміністрація (ЛОДА).
Станом на 2010 рік автобусний транспорт у місті перевіз 128,9 мільйонів пасажирів, що становить 63,1 % усіх пасажирських перевезень у місті.» Згідно з даними АСООП "Леокарт" у січні 2024 року автобусними маршрутами Львівської громади перевезено 6 244 369 пасажирів або 70,5% від загальної кількості поїздок всіма видами громадського транспорту Львівської громади (без обласних маршрутів ЛОДА). 
За підсумками 2024 року всіма категоріями пасажирів здійснено 89 889 017 (89 мільйонів 889 тисяч 017) поїздок, що складає понад 70% поїздок серед всіх видів транспорту.

## Історія

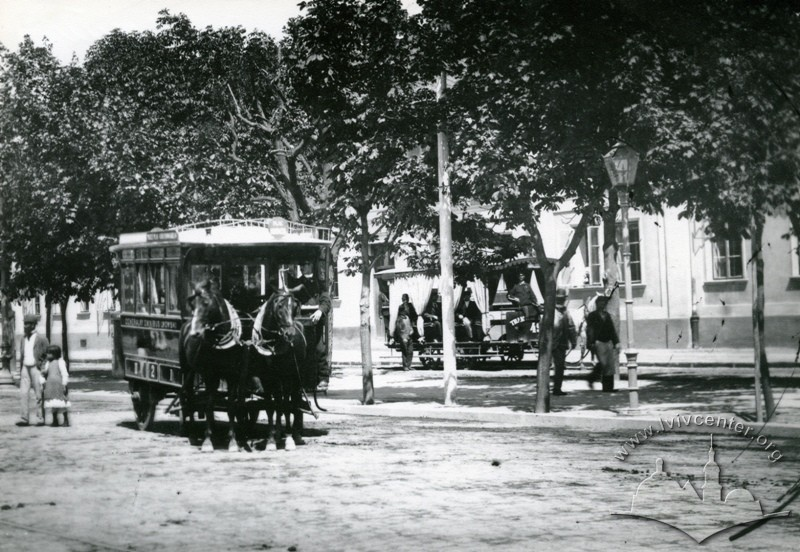
Омнібус № 12 на сучасній вулиці Чернівецькій (1900)

### Омнібус
Омнібус — нерейковий громадський транспорт на кінній тязі — з'явився у Львові у 1835 році. Існувало три маршрути (подано сучасні назви вулиць):
- І: залізничний вокзал — вул. Чернівецька — вул. Городоцька — вул. Менцинського — вул. Гнатюка — проспект Свободи — площа Галицька — площа Соборна — площа Митна
- ІІ: площа Митна — вул. Личаківська — Верхній Личаків
- ІІІ (функціонував лише влітку): площа Галицька — проспект Шевченка — вул. Грушевського — вул. Франка — вул. Стрийська — Стрийський парк

Залежно від секції ціна проїзду коливалася від 3 до 12 центів. Омнібус припинив існування у 1900 році.

### Зародження автобусного сполучення в міжвоєнній Польщі

Маршрутний автобус у Львові (1936)

В перше післявоєнне десятиліття життя у Львові налагоджувалося: у 1920-х роках спостерігався ріст населення й території міста: відбувалося як зведення нових районів, так і приєднання до міста прилеглих сіл, що вилилося в масштабне розширення міських меж у 1931 році. Для сполучення з новими районами магістрат постановив запровадити в місті автобусне сполучення.
12 квітня 1928 року запрацював перший автобусний маршрут «А», який сполучив площу Кропивницького з летовищем на Скнилові. Того ж року були відкриті маршрути «В» (Вулиця Стрийська — Персенківка) й «С» (Вулиця Стрийська — Новий Львів). У 1930 році відкрито маршрути «D» (Вулиця Замарстинівська — Голоско — Брюховичі) і «Е» (Костел святої Анни — Клепарів). Автобусне господарство входило до складу Міського управління електричними підприємствами і безпосередньо підпорядковувалося службі руху трамвая. Розклад руху автобусів чітко узгоджувався з рухом трамвайних вагонів.
Спочатку по кожному маршруту курсувало по одному автобусу, а восени 1931 року придбано ще чотири польські автобуси «Зауер». У 1939 році автобусне господарство відокремлене в самостійне підприємство. Тоді на його балансі перебувало 16 машин. Маршрутна мережа становила 12,2 км.
| Рік           | 1930      | 1931      | 1932    | 1933    | 1934    | 1935    | 1936       | 1937   | 1938    | 1939    |
| Пасажиропотік | 1 065 598 | 1 190 350 | 957 456 | 721 588 | 396 412 | 167 370 | нема даних | 79 717 | 305 138 | 271 144 |
| ------------- | --------- | --------- | ------- | ------- | ------- | ------- | ---------- | ------ | ------- | ------- |

### Розвиток за радянських часів
Після приєднання Західної України до Радянського Союзу за Пактом Молотова — Ріббентропа у вересні 1939 року, нова влада намагалася всіляко демонструвати переваги життя в СРСР над життям за Польщі. Це відобразилося й у сфері транспортного сполучення у Львові. Вже в травні 1940 року до міста прибула перша партія радянських автобусів ЗІС-16, яка складалася з шести машин обтічної форми. Проте на подальшій заваді розвитку автобусного руху стала німецько-радянська війна.
По закінченню Другої світової війни автобусне сполучення швидко відновилося і почало розвиватися прискореними темпами, особливо у 1960-х роках. Так, у 1961 році 15 автобусних маршрутів обслуговували 43 машини, у 1962 — 17 маршрутів 49 машин, у 1963 році — 87 машин, а вже у 1964 році 18 маршрутів обслуговували 110 автобусів, за цей рік перевезено близько 23 мільйонів осіб.
Із кінця 1970-х років у Львові запровадили автобусні маршрути, які почали працювати у режимі «експрес» і «маршрутне таксі». Вартість проїзду у «експресах», маршрути яких були довшими за звичайні, становила 10 копійок. Роль «маршрутних таксі» у радянські часи відігравали мікроавтобуси РАФ-2203 «Латвія». Ці мікроавтобуси поступили на баланс АТП-14606 (нині ТОВ «Фіакр-Львів»), а вартість проїзду в них становила аж 15 копійок, тобто була вп'ятеро дорожчою, а ніж у трамваях.
Із середини 1970-х років у Львові почали експлуатуватися комфортабельні і місткі автобуси угорського виробництва Ikarus 260 із трьома ширмовими дверима.
Станом на 1986 рік у Львові було 32 автобусних маршрути. З них дев'ять — за межі міста: по одному в Винники, Дубляни, Лисиничі, Рудно, Рясне, Сокільники, Великі Кривчиці; два — в Брюховичі.
Автобусний рух міста активно розвивалася й надалі: розширювалася маршрутна мережа, постійно оновлювався рухомий склад. Напередодні розпаду СРСР налічувалося близько 40 міських маршрутів: № 1—30 обслуговувалися автобусами великої місткості, а № 30—40 — середньої та малої (РАФ та ПАЗ).

### Зміни після здобуття незалежності
У середині 1990-х років всі три найбільших АТП Львова — № 14606, 14630 і 14631 були приватизовані. Міська влада фактично втратила важелі впливу на ці підприємства.
У листопаді 1995 року створено Львівське комунальне АТП № 1, для якого місто придбало 26 нових автобусів моделі ЛАЗ-42021. Ці автобуси почали обслуговувати найбільш навантажений сихівський напрямок і працювали на маршрутах № 2 «вул. Сихівська — Головний вокзал» та № 9 «Вул. Сихівська — площа Липнева». Трохи згодом ЛК АТП № 1 також почало обслуговувати автобусами ЛАЗ-42021 маршрут № 55 "Автостанція № 6 (вул. Личаківська) — завод «ЛОРТА»).
Якщо на початках в режимі «маршрутне таксі» працювали лише мікроавтобуси РАФ-2203, які експлуатувало АТП-14606, і малі автобуси ПАЗ-672 і ПАЗ-3205, які перебували на балансі у АТП-14630, то із середини 1990-х у режимі «маршрутки» почали працювати і ЛАЗ-695Н.
Зі здобуттям Україною незалежності на фоні загальних кризових тенденцій комунальні автобусні підприємства відчули різку нестачу фінансування, через що втратили можливість оновлювати рухомий склад. Їхня частка на ринку стрімко скоротилася. На заміну прийшли приватні перевізники.
Загалом у 1995 році на закупівлю нового рухомого складу міського громадського транспорту із бюджету міста Львова витрачено 367 мільярдів карбованців (після деномінації 1996 року – 3,67 млн грн. або майже 1,84 млн доларів США за тодішнім курсом). Із цієї суми 323 мільярди гривень (3,23 млн грн. або 1,62 млн доларів США) витратили на закупівлю на Львівському автобусному заводі 21 тролейбуса (ЛАЗ-52522) і 18 автобусів (ЛАЗ-52523). Крім того 16 листопада 1995 року влада міста уклала угоду із спільним українсько-швейцарським підприємством «Ілта-Київ» на постачання 11 мікроавтобусів «Peugeot J9 Karsan». Ці мікроавтобуси обійшлися місту в 44 млрд карбованців (440 тис. грн, тобто вартість одного мікроавтобуса – біля 20 тис. доларів США). Кожен із мікроавтобусів міг вміщувати 15 сидячих пасажирів, іще 11 пасажирів могли їхати стоячи.
У 1995—1997 роках на міських автобусних маршрутах з'являються нові на той час мікроавтобуси приватних перевізників Peugeot J9, Iveco Daily та ін. Ці транспортні засоби мали малу пасажиромісткість, в той же час вартість проїзду була доволі висока (і значно вища ніж в електротранспорті чи автобусах), а споживання пального значно менше ніж в ЛАЗах та Ікарусах.
Наприкінці 1990 — на початку 2000-х років розповсюдження набули машини, перероблені з вантажних мікроавтобусів Mercedes-Benz T1 та Mercedes-Benz T2. Такі засоби громадського транспорту виявилися вкрай некомфортними. Вони мали малий салон, низьку стелю й одні двері без автоматичного відкривання; салон не вентилювався і не обігрівався; сидіння були некомфортними. Водії визначалися низькою культурою обслуговування й часто порушували Правила дорожнього руху. Проте, менш ніж за 10 років вони забрали на себе значну частину пасажирів.
На початку 2000-х років залишилося лише кілька маршрутів, які обслуговувалися великими автобусами, зокрема, № 1, 7, 22, 25, 27, 55. Втім, інтервали руху були надзвичайно великими, а рухомий склад застарілим та, відповідно, незручним. Протягом кількох наступних років і ці великі автобуси зникли з вулиць. У 2006-му з міських маршрутів остаточно зник останній великий автобус ЛАЗ-695.
Паралельно з цим громадський автотранспорт, замість роботи в звичайному режимі рейсових автобусів, який передбачає фіксовані обов'язкові зупинки, став працювати в режимі «маршрутного таксі», який передбачає зупинку лише на вимогу пасажирів. Згодом ця назва розповсюдилася, і, трансформувавшись у народній мові в слово «маршрутка», поступово витіснила з широкого вжитку термін «автобус».
Впродовж 2000—2008 років на маршрутах «приватників» з'являлись різноманітні мікроавтобуси та вантажні фургони, переобладнанні під пасажирські (переважно Mercedes-Benz T1). Це були найгірші роки за рівнем комфортності міських автобусних перевезень. Напис «Дверима не гримати» та «Насіння їсти зі шкарлупою» надовго закарбуються у пам'яті львів'ян. Останні перероблені вантажні Mercedes офіційно зникли з міських маршрутів аж з 1 січня 2012 року, хоча деякі перевізники ще продовжували їх використовувати всупереч забороні.
Починаючи з 2005 року перероблені з вантажівок мікроавтобуси почали змінюватися комфортабельнішими моделями українського виробництва — БАЗ А079 «Еталон», Богдан А092, БАЗ 2215 Дельфін та подібними. Однак і вони мають малу місткість і були сконструйовані на базі вантажних автомобілів.
Впродовж 2004—2010 років перевізниками закуплено велику кількість таких автобусів. Це стало найбільшим до цього моменту оновленням автобусного парку міста. Цьому сприяла велика кількість легкодоступних кредитів у 2005—2008 роках, і відносно висока вартість проїзду порівняно до рівня мінімальної заробітної плати та вартості пального.
В цей час працювало 24 приватних перевізники та комунальне АТП-1, яке володіло ~10 % ринку перевезень, і виконувало, так звані «соціальні перевезення».
У 2007 році міська рада заборонила маршрутним таксі зупинятися на вимогу пасажирів будь-де, окрім фіксованих зупинок громадського транспорту.

### Відродження руху великих автобусів
Наприкінці 2000-х років розпочався процес відновлення руху великих та надвеликих автобусів у Львові. У 2008 році один з приватних перевізників почав експлуатацію автобусів великої пасажиромісткості ЛіАЗ 5256 на маршруті № 3, однак менш ніж за рік відмовився обслуговувати маршрут.
У 2009 році комунальне АТП № 1 відкрило маршрут № 5, який обслуговували автобуси ЛАЗ 5252. Згодом воно почало експлуатацію на цьому маршруті 4 сучасних надвеликих автобусів ЛАЗ А292, два з яких місто придбало. На початку 2010 року ЛАЗ передав Львову один автобус ЛАЗ А183 як плату за борги перед «Львівтеплоенерго». У 2010 році приватне АТП-14630 придбало 10 сучасних напівнизькопідлогових автобусів Богдан А09280 і Богдан А601.
У рамках державної програми підготовки до Євро-2012 у 2010 році Львівська міська рада почала закупівлю великих і надвеликих автобусів Львівського автобусного заводу за пільговим кредитом Ощадбанку. Планувалося, що загалом за цією програмою АТП № 1 отримає 92 автобуси. До кінця березня 2011 року придбано 15 автобусів А191, 11 А183, 3 А292, 1 автобус А152; і на цьому виконання програми зупинилося. Відкрито маршрути №1, 3 та 11. З 2011 року приватні перевізники почали закуповувати в країнах ЄС вживані автобуси великої місткості.
До літа 2011 року автобусні маршрути № 1, 3 та 5 курсували в звичайному режимі, тобто були «соціальними» (вартість проїзду становила 1 грн, а не 2 грн), був безплатний проїзд для пенсіонерів та інших пільгових категорій громадян; однак з 1 червня через нерентабельність вони стали курсувати в режимі маршрутного таксі, що практично звелося лише до підняття тарифу.

### Транспортні реформи (2011—2012)
З квітня 2010 по червень 2011 року на замовлення Львівської міської ради проведене дослідження транспортної системи міста під назвою «Прокт у сфері громадського транспорту м. Львів: Удосконалення регулятивного середовища для міської транспортної системи». Дослідження профінансували Європейський банк реконструкції і розвитку та Канадський фонд технічної співпраці (кошти міського бюджету не залучали). Відповідно до процедур ЄБРР вони обрали консультанта на тендері, яким стала компанія «Луї Бергер» (фр. Louis Berger SAS). До проєкту також були залучені транспортні планувальники з Національного університету «Львівська політехніка» в роботі над детальним планом мережі автобусних маршрутів.
Заключний звіт мав наступні цілі — представити надбання та результати, отримані протягом виконання проєкту, та надати рекомендації щодо майбутніх заходів.
Він передбачав п'ять напрямків роботи, які між собою є сильно взаємопов'язаними:
- Загальна ціль — підсилити систему громадського транспорту Львова, зважаючи на два пріоритети:
  - (i) Надання переваги електричному транспорту задля забезпечення захисту інвестицій в інфраструктуру та екологічної безпеки в місті;
  - (ii) Розробка вдосконаленого та життєздатного регулятивного середовища, на підставі якого міська влада зможе визначати транспортну політику та політику паркування, а перевізники — надавати якісні послуги користувачам.

Вони запропонували скоротити кількість автобусних маршрутів з 78 до 46, і водночас поступово (впродовж 5 років) перейти до автобусів великого класу (на той час ЛАЗів), розвантажити центральну частину міста та забрати маршрути-дублери. 6 автобусних маршрутів пропонували зробити радіальними: вони напряму мали би з'єднувати кільце проспект Свободи — площа Галицька — вулиця Підвальна з околицями міста: Галицьким перехрестям, кінцем вулиці Городоцької, торговим центром «King Cross Leopolis», Санта-Барбарою, Винниками і Рясне-2; інші 40 маршрутів мали бути хордовими — частково оминати центральне кільце, головно проспект Свободи. Нову мережу міських автобусних маршрутів пропонувалося впровадити разом зі системою контролю руху громадського транспорту через GPS та єдиним електронним квитком на всі види транспорту, який мав би полегшити пересадки, здійснення яких передбачено новою системою.
У серпні 2011 року запрацював перший радіальний маршрут № 1А, а також були введені тимчасові трансферні квитки, які давали можливість здійснювати пересадки між ним і маршрутами № 3, 5 та 11 (це сучасні № 6А, 4А і 3А). У вересні Виконком Львівської міської ради затвердив нову мережу та порядок проведення конкурсу між перевізниками на обслуговування маршрутів за новою схемою. У листопаді міська рада скасувала постанову про порядок проведення конкурсу, а також подолала вето, яке міський голова Садовий наклав на це скасування. у листопаді запрацював новий радіальний маршрут № 5А.
25 листопада міське Управління транспорту все ж оголосило про проведення конкурсу. Однією з його умов була мінімальна місткість автобусів у 35 пасажирів, що усунуло з маршрутів перероблені «Мерседеси» та малі автобуси на зразок БАЗ 2215 Дельфін. За результатами конкурсу 46 маршрутів розділено між чотирма перевізниками. До цього часу конкурси не проводилися, а договори з перевізниками укладали напряму і в різний час (не одночасно). 4 приватні перевізники, які виграли конкурс — це по суті два десятки приватних перевізників, які об'єдналися, адже раніше їх було 24, тобто, фактично на ринку пасажирських перевезень у Львові нічого не змінилося, бо дрібні перевізники стали субпідрядниками більших перевізників.
Восени 2011 року проведено конкурс на визначення компанії, яка впроваджуватиме електронний квиток. У ньому перемогло ТзОВ «Ригас Карте», яке обслуговує електронний квиток у Ризі. Передбачалося, що комунальне АТП № 1 і Ригас Карте створять спільне підприємство «Леокард» для впровадження е-квитка у Львові. Це питання потребує затвердження Львівською міською радою, однак депутати двічі голосували проти.
Нова система маршрутів запроваджена з 1 січня 2012 року з деякими змінами. Зокрема, додано радіальний маршрут на Пасічну, який дещо дублює два інших радіальних маршрути, і ще 4 хордових маршрути — тимчасові угоди на їх обслуговування укладено з компанією, яка програла конкурс. Впродовж перших місяців роботи схема маршрутів суттєва коригувалася кілька разів. Наприкінці квітня запрацював хордовий маршрут 54, який проходить проспектом Свободи і повністю дублює два радіальні маршрути; влітку проспектом Свободи пустили ще кілька хордових маршрутів, а радіальний 2А, навпаки, перестав курсувати центральним кільцем і змінив маршрут. Нову схему руху львів'яни сприйняли неоднозначно, зокрема, біля ратуші проведено кілька мітингів, а міська рада кілька разів зі скандалами розглядала це питання на сесії. Через значні коригування маршрутів, які, до великої міри, повернули схему до передреформового стану, невпровадженість електронного квитка та системи контролю за рухом через GPS, деякі ЗМІ назвали реформу провальною, зазначивши, що єдина її користь полягала у впровадженні руху автобусів великої місткості.
Мережа міських автобусних маршрутів вже давно потребувала реформування, і дослідження транспортної системи та розробка плану були правильним кроком, однак сама реформа не була належно впроваджена посадовцями ЛМР.
У звіті «Louis Berger SAS» зазначено, що під час зміни маршрутної мережі, яка передбачала зменшення дублювання маршрутів електричного транспорту (трамваїв та тролейбусів) автобусами, пасажирів має перевозити достатня кількість одиниць рухомого складу, а саме:
| Вид транспорту | Кількість маршрутів | Запланована кількість одиниць | Наявна кількість одиниць | Різниця у % |
| -------------- | ------------------- | ----------------------------- | ------------------------ | ----------- |
| Трамвай        | 10                  | 88                            | 56**                     | –36 %       |
| Тролейбус      | 10                  | 111 (!)                       | 60**                     | –45 %       |
| Автобус (12м)  | 6                   | 84*                           | ~50                      | –40 %       |
| Автобус (8м)   | 40                  | 480                           | 650                      | +26 %       |

* Кількість автобусів, які мали обслуговувати лише 6 радіальних маршрутів.
** КП Львівелектротранс не могло забезпечити більший випуск рухомого складу.
Попри значний брак рухомого складу, зміни до автобусної маршрутної мережі таки впровадили.
Однією з переваг реформи автобусних маршрутів мало бути щорічне оновлення рухомого складу всіма перевізниками на 20 % впродовж 5 років (у 2018 році мало бути вже 100 % оновленого парку). Закуплені автобуси (могли бути вживаними) мали бути лише низькопідлоговими та більшої місткості порівняно з Еталонами / Богданами. Однак цього не сталося, і понад третину автобусів (60 зі 150), які закупили приватні фірми перед ЄВРО-2012, розпродали впродовж 2013—2014 років. Комунальне АТП-1 не мало достатньої кількості власних автобусів, як і фінансового ресурсу для значних закупівель, а придбання автобусів ЛАЗ для АТП-1 зірвалося через конфлікт мерії з керівництвом заводу. Отримано лише 31 із 92 запланованих автобусів, і 1 з 60 тролейбусів.
Істотною перевагою від проведення реформи стало те, що з міських маршрутів зникли автобуси малої місткості (менше 35 місць) та без 2 автоматичних дверей: Дельфін, Рута, Shaolin, Mercedes-Benz T2 тощо. Утім, кількості автобусів (як і перевізної здатності, тобто місткості) бракувало, як до реформи так і після неї, адже на значній кількості маршрутів завантаженість автобусів у години пік становила 100—130 %, і навіть 150 %, коли комфорт перевезень можна забезпечити за завантаженості до 80 % від номінальної місткості.
Наприкінці жовтня 2012 року відкрито Центр управління дорожнім рухом, з якого буде здійснюватися контроль за курсуванням автобусів в режимі реального часу. Для цього у 2012—2013 роках всі транспортні засоби обладнано пристроями GPS-навігації.

### 2013
Більшість маршрутів (понад 70 %) повернулися до своїх «дореформових» схем, тобто поїхали тими ж вулицями, що й «старі» маршрути.
Електронний квиток так і не було впроваджено. Кількість автобусів великого класу на маршрутах скоротилася до 80 одиниць в будні. Приватні перевізники почали розпродувати чи списувати вживані автобуси, які вони закупили у країнах ЄС.
У 2013 році стало відомо про заборгованість Львова перед Львівським автобусним заводом (ЛАЗ). Ігор Чуркін звинуватив міську владу Львова в небажанні погасити борги перед підприємством у розмірі 25 млн грн за 30 автобусів, поставлених місту до Євро-2012.

### 2014
Проведено закупівлю 18 автобусів середнього класу БАЗ-А081.11 «Волошка». Загальна вартість закупівлі склала 7 млн грн. Автобуси обладнані двигуном стандарту Євро-3, місткість 43 пасажири. Серед пасажирів ці автобуси вважаються вкрай некомфортними.
Цього ж року вартість проїзду зросла з 2 до 3 грн.

### 2015
Закуплено перші 10 автобусів великого класу Електрон А18501. Вартість закупівлі склала 36 млн грн — це кошти міського бюджету. Автобуси повністю низькопідлогові і пристосовані для перевезення людей з інвалідністю. Стандарт двигуна Євро-5, автоматична КПП.
Станом на грудень 2015 року на міські маршрути в будні виходило понад 600 автобусів. Мережа складалася з 54 маршрутів, і вони всі працювали принаймні в будні, в тому числі маршрути № 12, 30, 35, 36, 54. Однак, чергове падіння гривні далося взнаки і кількість автобусів приватних перевізників почала скорочуватися.
Автобуси великого класу обслуговували маршрути № 1а, 2а, 3а, 4а, 16 (комунальні), а також № 31, 47а, 49, 53 (приватні перевізники).

### 2016

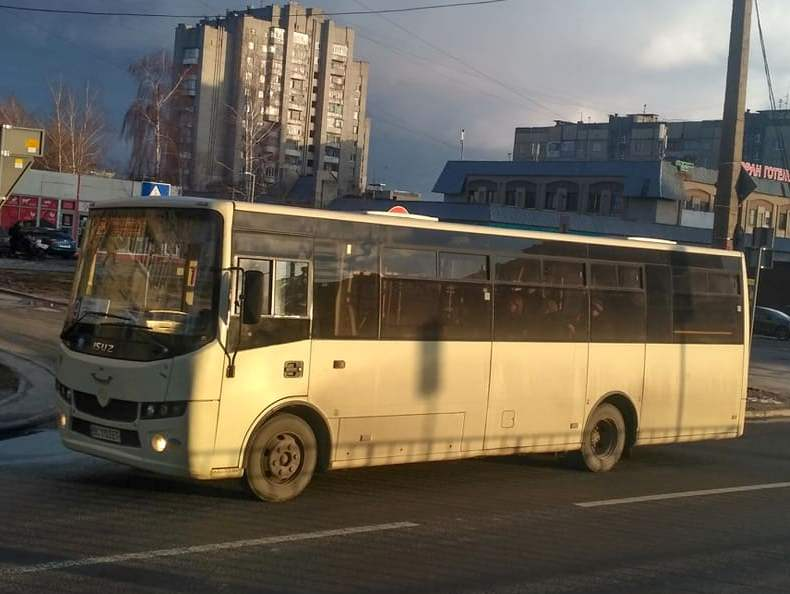
Ataman А092H6

Проведено закупівлю автобусів середнього класу Ataman А092H6 пристосованих для перевезення осіб з інвалідністю. Вартість закупівлі ₴37 млн за кошти міського бюджету. Автобуси розраховані на 52 пасажирів, обладнані двигуном стандарту Євро-5 та механічною КПП.
Оголошено тендер на закупівлю 55 автобусів великого класу, в якому переможцем стало СП «ЕлектронТранс» (Львів). Вартість угоди склала 265₴ млн.
Це також автобуси Електрон А18501: євро-5, АКПП, пристосовані для перевезення людей з інвалідністю.  
В листопаді 2016 року остаточно припинено експлуатацію автобусів CityLAZ-20 (A291), які курсували на маршруті № 4а Площа Різні — Санта-Барбара (Сихів).
Весь цей час 4 з 5 автобусів перебувають просто неба на території АТП-1 на вул. Авіаційній. Під час візиту міських депутатів у березні 2019 року, з'явилася інформація про намір продати автобуси-гармошки, оскільки їхня експлуатація «нерентабельна». Згодом інформацію про продаж спростували.

### 2017

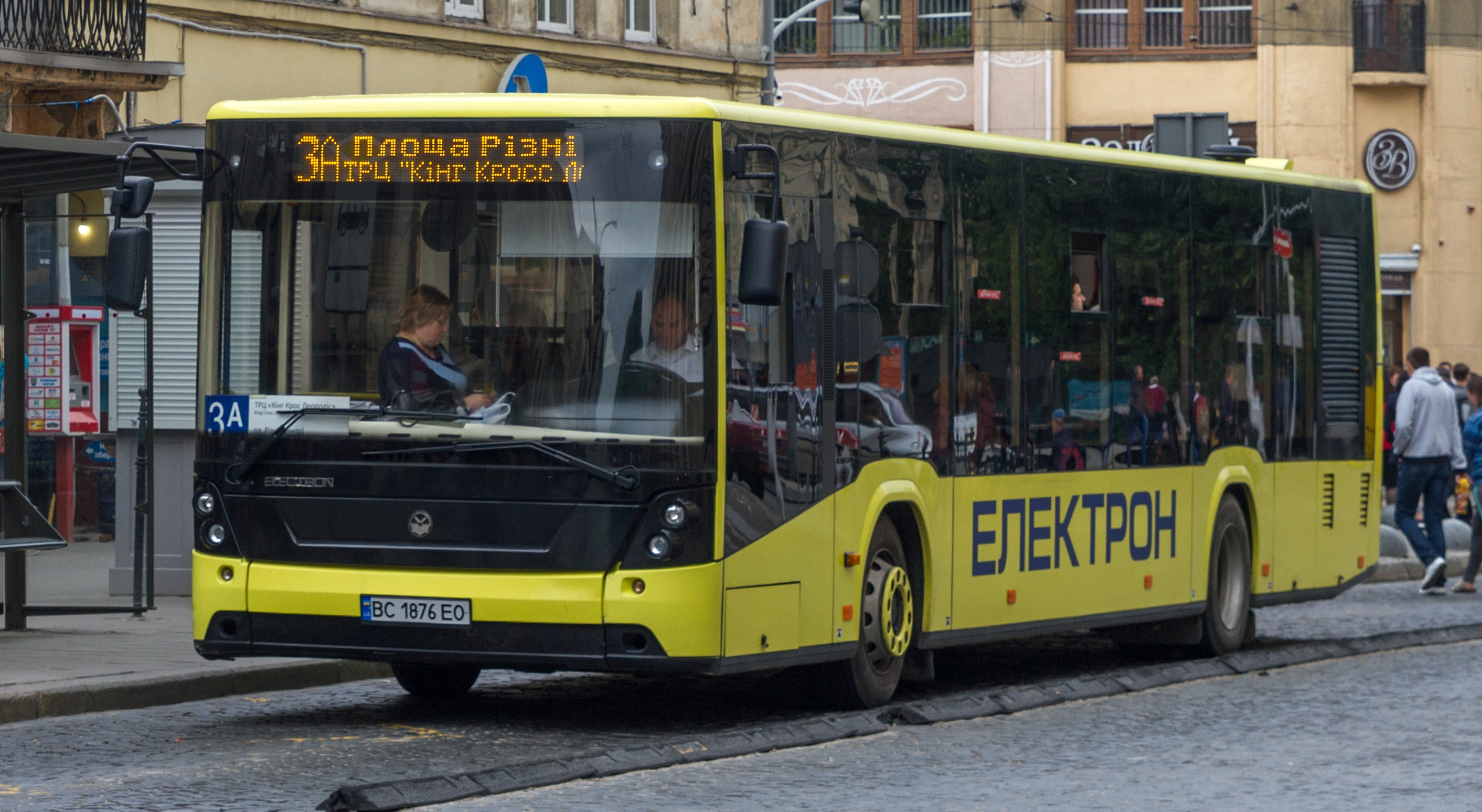
Електрон А18501 біля Оперного театру

У червні завершено постачання всіх 55 автобусів Електрон А18501 для комунального АТП-1.
Делегація Львівської міської ради відвідала заводи/склади турецьких виробників автобусів з метою оцінки можливості подальшої закупівлі.
Після запуску трамвайної лінії на Сихів, перевізники різко скоротили кількість автобусів на маршрутах № 7, 26, 30, 35. Маршрут № 4А припинив роботу майже на рік, дещо зменшився випуск автобусів на маршруті № 53.
Порівняння випусків на маршрутах, які курсували на Сихів до та після запуску трамвайного сполучення:
| № маршруту | Було | Стало |
| 7          | 13   | 5     |
| 26         | 18   | 4     |
| 30         | 8    | 1     |
| 35         | 13   | 2     |
| 53         | 18   | 13—14 |
| 54         | 4    | 1     |

Впродовж кількох місяців перевізники на маршрутах № 30, 35, 54 припинили роботу. Раніше припинив роботу № 12, а наприкінці року — № 36.

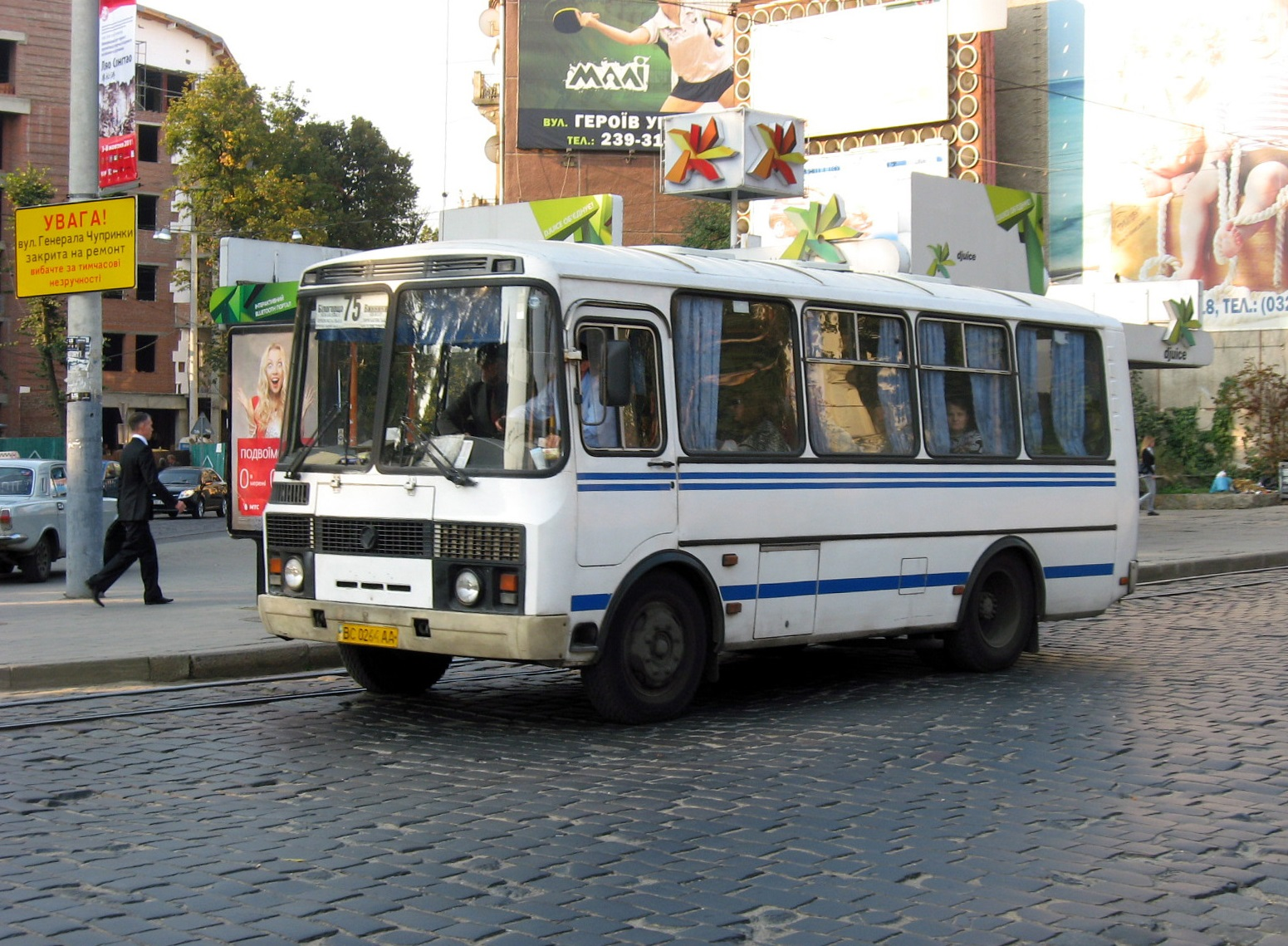
ПАЗ-3205, який став історією Львівського автобуса

Станом на грудень 2017 випуск автобусів в будні становив близько 470 одиниць. Автобуси великого класу курсували на маршрутах: № 1А, 2А, 3А, 5А, 6А, 16, 46 (комунальні), № 31 і 53 (приватні перевізники). Маршрут № 49 припинив роботу (Успіх-БМ), а на маршруті № 47А (АТП-1) працювали автобуси середнього класу замість автобусів великого класу.
У жовтні 2017 депутати міської ради Львова виділили комунальному АТП-1 кошти на погашення заборгованості за поставлені автобуси ЛАЗ.

### 2018

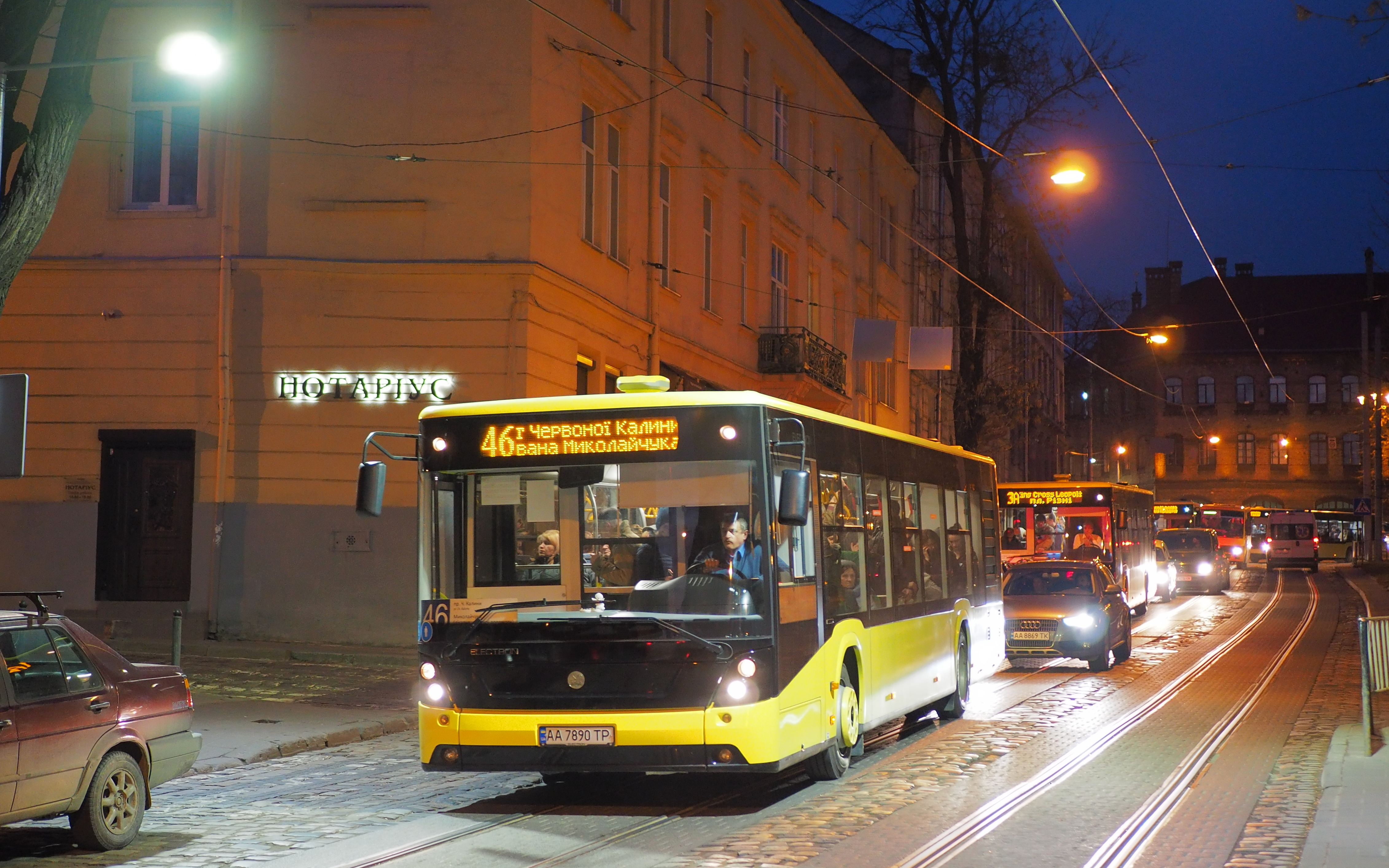
Електрон А18501 на площі Данила Галицького

Квиток на проїзд в автобусі (2018)

Цього року відбулася закупівля автобусів Електрон та МАЗ для комунального АТП-1 в лізинг від «УкрГазБанку». Лізинг виплачується з коштів міського бюджету. Загалом придбали 50 автобусів Електрон А18501 та 100 одиниць МАЗ 203.069. Відсоткова ставка за користування лізингом — не більше 18 % річних у гривнях. В ті роки вартість автобуса МАЗ склала 122 тис євро разом з розмитненням, вартість такого ж Електрону — 147 тис євро.
Львівська міська рада: https://city-adm.lviv.ua/news/city/transport/254265-do-kintsia-roku-misto-matyme-150-novykh-avtobusiv-mer-lvova
Водночас ЛМР оголосила про наміри закупити ще 100 автобусів великого класу для комунального АТП-1 за кредитні кошти від Європейського інвестиційного банку.
Наприкінці жовтня 2018 року у Львові провели конкурс перевізників на міські автобусні маршрути загального користування, які у наступні 5 років мають курсувати у режимі «Звичайний». За умовами договору, для перевізників вперше запровадили штрафи за невипуск автобусів на маршрути та зобов'язали оновлювати рухомий склад. Зокрема до кінця 2019 року перевізники мають оновити 35 % автопарку.
Після конкурсу більшість перевізників отримали ті ж маршрути, які обслуговували й до цього, тож окрім оновлення автобусів  комунального АТП-1 та випуск автобусів великого класу на низку маршрутів, конкурс не приніс очікуваних змін у якості перевезень. А частина маршрутів перестали курсувати взагалі (№ 19, 36, 40).
Упродовж року відновили роботу кількох маршрутів, а нові автобуси МАЗ та Електрон випустили на маршрути № 1А, 2А, 5А, 8А, 9, 16, 29, 45, 47А.
У 2018 році депутати Львівської міської ради підтримали електронну петицію про відмову від маршруток та перехід на електротранспорт і зручні автобуси. Згідно з ухвалою ЛМР до кінця 2023 року у місті не мало б бути так званих "маршруток" (автобусів малого класу марок "Еталон", "Богдан" тощо).

### 2019

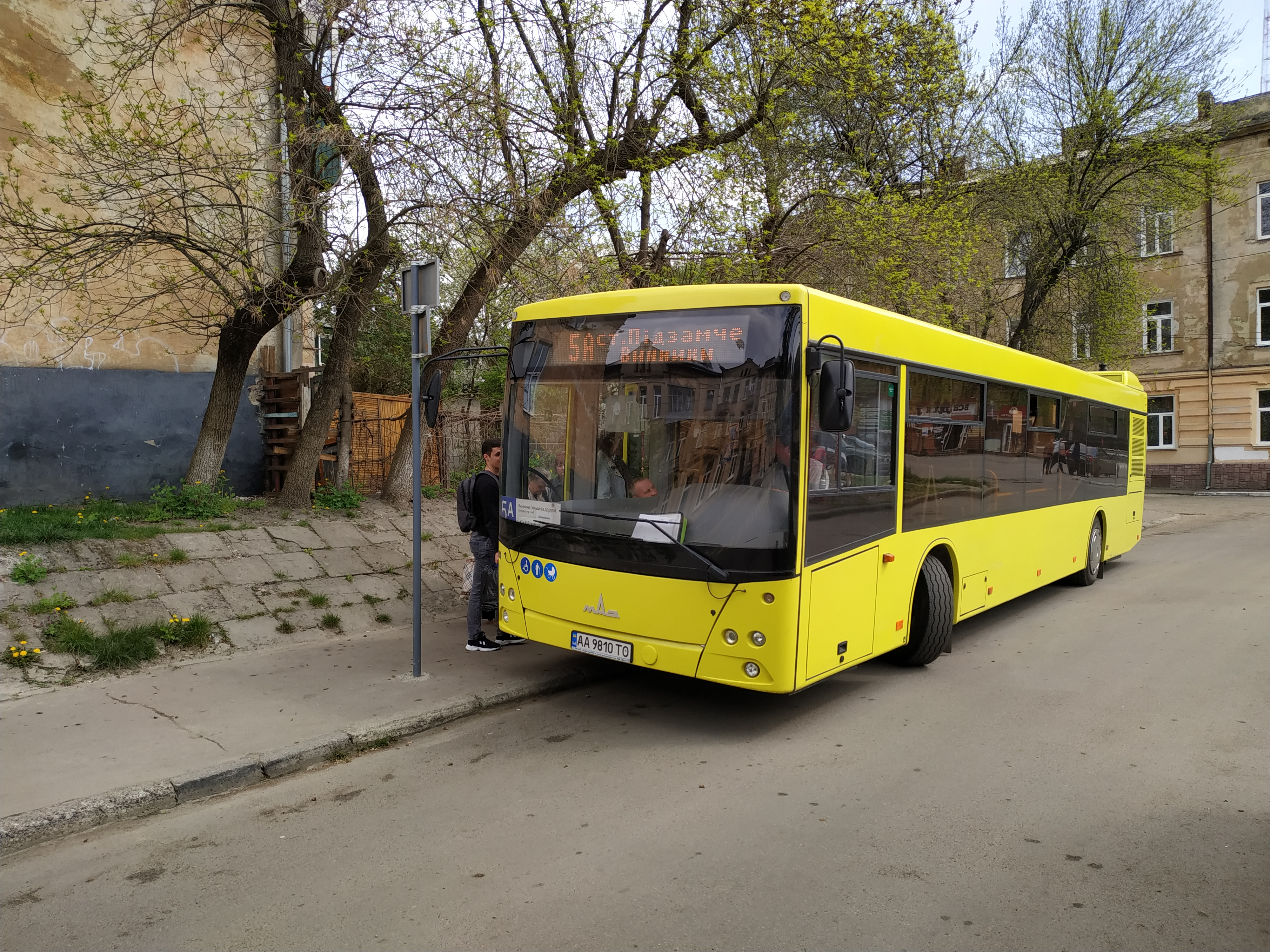
МАЗ 203 на пл. Криничній (ст. Підзамче)

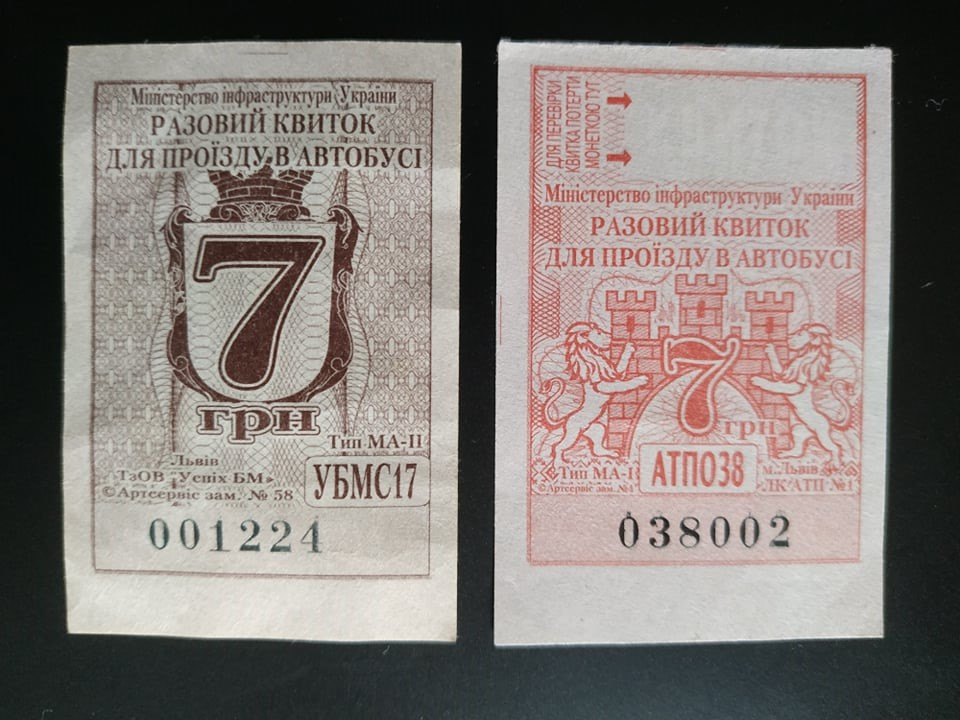
Квиток на проїзд в автобусі (2019)

Згідно з конкурсом 2018 року на міські маршрути в будні мали б виходити 578 (586) автобусів, із яких не менше 150 автобусів великого класу (12 м), і не менше 428 середнього класу (8 м) місткістю не менше 35 пасажирів. Недостача автобусів на маршрутах станом на січень 2020 — не менше 110 одиниць. В комунальному АТП-1 незалученими залишається 22 ЛАЗи, і не менше 25-ти Електронів / МАЗів. Бракує щонайменше ще 100 водіїв на всіх перевізників.
Відновлено роботу маршруту № 4а (6 12-метрових автобусів Електрон/МАЗ), 49 (5 автобусів Електрон/МАЗ), 19 (12 автобусів Атаман), які обслуговує комунальне АТП.
Запущено маршрут № 8а — на ньому курсуються 2 автобуси великого класу комунального АТП-1. Цей маршрут повністю дублює маршрут № 8 «Зернова — Брюховичі», де курсують автобуси Богдан/Еталон приватного перевізника, адже на маршрут були постійні скарги пасажирів.
На маршрути № 10 і 18 запустили комунальні автобуси Електрон та МАЗ.
З 22 квітня на маршрут № 40 (обслуговує АТП-1 на тимчасовому договорі) випустили 10 автобусів (у будні) МАЗ і Електрон. Маршрут з'єднує Винники через вулиці Пасічну, Вашингтона, Зелену, Сихівську, Червоної Калини, Хуторівку, Стрийську з ТРЦ «Кінг Кросс Леополіс».
У травні маршрут № 47а продовжили у Рясне-2, і він замінив маршрут № 50, який на тимчасовому договорі обслуговував приватний перевізник «Успіх-БМ», і який відмовився від цього маршруту. На маршруті № 47А анонсували роботу 21 автобуса (у будні) хоча найбільша зафіксована кількість рухомого складу становила 17 одиниць.
З 1 вересня маршрут № 52 продовжено від площі Різні на вул. Варшавську (Чорновола). Випуск у будні становить до 11 автобусів МАЗ / Електрон. Впродовж 2019 року було кілька спроб продовжити цей маршрут у Рудне, проте з різних причин це не вдавалось зробити аж до 25 листопада 2019 року, коли автобуси офіційно почали курсувати до смт. Випуск у будні дні становив 14 автобусів МАЗ / Електрон.

### 2020
У січні маршрут № 4А припинив роботу через низький пасажиропотік.
У березні, у зв'язку з карантином, перестали курсувати більшість приватних і декілька комунальних маршрутів. Маршрут № 52 у травні-червні і у наступні місяці більшість з них відновили роботу, але не всі (наприклад, № 5А та 57 так і не відновлені).
З 14 листопада маршруту № 52 змінено схему руху, він почав курсувати через Старе Рудно. Шлях маршруту № 28 повністю дублюється маршрутом № 52, тому маршрут № 28 припинив роботу.

### 2021
У січні з'явилися 5 нових маршрутів №№ 58—62 до населених пунктів Львівської міської громади, які вже курсують. Маршрут № 1А продовжили до Дублян. Для маршрутів № 55 і № 56 — продовжена схема по Львову ближче до центру міста (по факту № 55 і раніше курсував до центру Львова, а от № 56 наразі курсує за старою схемою — до вул. Грінченка).
У березні офіційно відкритий маршрут № 63 «вул. Під Дубом — Воля-Гомулецька», який запустився у вересні.

### 2022
2022 рік розпочався з продовження коронавірусних (Covid-19) обмежень щодо кількості пасажирів у громадському транспорті. Маршрут № 52 знову змінено: відтепер він курсує по вул. Липинського до Галицького перехрестя. Це викликало обурення в мешканців району вулиці Варшавської, оскільки до них скерували маршрут №5а (раніше Винники — пл. Різні), з автобусами меншої місткості та у меншій кількості, ніж було на маршруті № 52.
Впродовж року припинили роботу автобусні маршрути № 33, 38, 45, 57.
Загальний випуск автобусів на маршрути скоротився до 375-390 автобусів (всіх перевізників) у будні ще до початку російського вторгнення в Україну 24 лютого 2022 року. Станом на серпень кількість автобусів на маршрутах трималася на позначці 350 (в середньому) автобусів у будні. Це на понад 200 автобусів менше, ніж передбачали умови конкурсу 2018 року.
Влітку скорочено маршрут № 9 до зупинки Галицьке перехрестя, оскільки згідно з чинним законодавством маршрути можуть обслуговувати територію лише в межах своєї територіальної громади, а село Муроване не є частиною Львівської міської громади.
В Управлінні транспорту ЛМР заявили, що з 1 вересня 2022 року перевізники почнуть поетапно збільшувати кількість автобусів на маршрутах, загалом на 40 одиниць.

## Маршрути

### Міські
Міські маршрути мають двозначні номери, належать до підпорядкування Львівської міської ради, запроваджені у сучасному вигляді з 1 січня 2012 року в рамках введення в дію нової транспортної системи, яка розроблена французькою компанією «Луї Бергер» (фр. Louis Berger) спільно з Львівською політехнікою. На початку це були 6 радіальних маршрутів (1—6, у номерах яких присутня літера «А») та 40 хордових маршрутів (7—46). За результатами тендеру, проведеного у грудні 2011 року, маршрути обслуговували 4 перевізники: комунальне «АТП № 1» і приватні «АТП-14360», ТзОВ «Міра і К», ТзОВ «Фіакр-Львів». 30 грудня 2011 року, напередодні впровадження нової схеми руху, оголошено про впровадження п'ятьох додаткових маршрутів: 1 радіального (47А), 4 хордових (48—51). Тимчасові угоди на їх обслуговування терміном на три місяці були укладені з приватним ТзОВ «Успіх БМ», яке програло конкурс, що проводився раніше у грудні. Наприкінці квітня відкрито маршрут № 54, тимчасову угоду на обслуговування якого укладено з АТП-14360. У жовтні 2012 року відбувся тендер на визначення перевізника на маршрути № 47—51, 53 (колишній № 54), переможцем якого щодо більшості маршрутів стало «Успіх БМ»; на маршруті № 47 не було визначено переможця (щодо нього оголосили новий конкурс, але потім скасовано; маршрут обслуговувався за тимчасовим договором).
У 2012 році діяли трансферні квитки, які давали змогу здійснювати одну безоплатну пересадку з одного радіального маршруту на інший (1А—6А, 47А). Проте, невдовзі їх скасували — спочатку начебто тимчасово, але потім відмовились повертати взагалі.
Нова система була розроблена з розрахунком на безоплатні пересадки, а по факту звичні для людей прямі безпересадкові маршрути перестали існувати, і за кожну пересадку доводилося платити. Тому маршрутна мережа в новому вигляді виявилась нежиттєздатною, протягом наступних декількох років схеми маршрутів були змінені та на 85 % повернулись до того вигляду, який вони мали до 2012 року.
На цьому зміни не припинились. Рік за роком, включно по 2019 рік, відбуваються постійні внесення змін до схеми руху міських автобусних маршрутів. Частина змін періодично виявляється невдалою і зміни знову скасовують та повертають маршрут до останньої задовільної версії. У рішення виконкому ЛМР № 809 від 09.02.2011 зміни до початку 2019 року вносились 30 разів, щоразу мінялось по декілька маршрутів.
Всі автобусні маршрути Львова працюють в режимі «Звичайний». Вартість проїзду за готівку — 25 грн (з 1.09.2024 року), або 13 грн з ЛеоКарт або мобільним додатком. Право на безкоштовний проїзд мають усі пільгові категорії, яким це гарантує закон, а також пенсіонери за віком, особи з інвалідністю 3-ї групи та школярі у час навчального року.
З вересня 2024 року вартість проїзду становить 25 грн. До маршрутної мережі Львова тепер зараховуються приміські маршрути, що курсують до населених пунктів в межах Львівської МТГ, а саме №1А, 22, 58, 59, 60, 61, 62. Станом на 1 серпня 2022 року частина маршрутів не курсувало вже від декількох місяців до декількох років, зокрема: № 2А, 4А, 24, 26, 28, 33, 36А, 38, 42, 45, 49, 57, а також ті, на які не було перевізника під час конкурсу у 2018 році № 12, 30, 35, 36, 48, 50, 54. Маршрути № 11, 17, 39, 44 працювали з перемінним успіхом з невеликою кількістю автобусів. У 2021—2022 роках ці маршрути припиняли роботу на період від кількох днів до кількох місяців. Маршрути № 7, 13, 27, 39 обслуговуються лише декількома автобусами (від 1 до 3). Частина маршрутів зазнавала змін траси впродовж року. 
У липні та серпні 2023 року змінилися деякі наявні маршрути та додано нові (№17, 84, 92).
11 січня 2024 року управління транспорту ЛМР оголосило конкурс на визначення перевізників на семи автобусних маршрутах: №39А, № 49А, № 92, № 12, №30, №48 та №57.
Згідно з постановою КМУ №1081 від 3.12.2008 року обов’язкові умови конкурсу передбачають, що перевізник-претендент повинен забезпечити роботу транспортних засобів, пристосованих для перевезення людей з інвалідністю та інших маломобільних груп населення, в кількості не менше 50% загальної кількості автобусів, а з 2025 року – до 70%. Ці автобуси повинні бути пристосовані для користування особами з інвалідністю по зору, слуху та з порушеннями опорно-рухового апарату, а також передбачати можливість встановлення зовнішніх звукових інформаторів номера і кінцевих зупинок маршруту, текстових та звукових систем у салоні для оголошення зупинок.
13 лютого 2024 року управління транспорту ЛМР повідомило, що на конкурс з визначення перевізників на 7-ми міських автобусних маршрутах надійшло 7 пропозицій. Зараз вони перевіряють надані перевізниками документи. Визначити переможців планують 27 лютого. Маршрути №39А, № 49А, №92 є чинні та працюють за тимчасовими договорами. В управлінні транспорту зазначили, що ці маршрути себе виправдали і, відповідно, їх хочуть впровадити на постійній основі. Маршрути №12, №30, №48 та №57 передбачені у міській автобусній мережі, але зараз не працюють, оскільки перевізники не зголошувалися їх обслуговувати ще на попередньому конкурсі у 2018 році. Водночас управління транспорту отримує періодичні звернення від мешканців щодо функціонування цих маршрутів.
З листопада 2024 року припинив роботу маршрут №13. 
Станом на червень 2025 року в місті нараховується 70 міських автобусних маршрутів до торговельних центрів, в яких розташовані їхні супермаркети. Перевізником на цих маршрутах є ТзОВ «Успіх-БМ». Першими розпочали курсувати автобуси до ТРЦ «King Cross Leopolis» за такими маршрутами:
- просп. Червоної Калини (Санта-Барбара) — ТРЦ «King Cross Leopolis» (без проміжних зупинок). Розклад: кожні пів години з 09:00 до 23:00.
- вул. Сихівська (ТЦ «Іскра») — ТРЦ «King Cross Leopolis» (без проміжних зупинок). Розклад: щогодини з 09:15 до 21:45.
- вул. Шевченка (Рясне-1) — ТРЦ «King Cross Leopolis» (з однією зупинкою у Рясне-2). Розклад: кожні 2 години з 09:00 до 20:00 (скасовано 31 травня 2019 року)

Маршрут з Рясне-1 скасовано 31 травня 2019 року, натомість відкритий новий:
- вул. Медової Печери — Майорівка — вул. Лисенецька — Пирогівка — вул. Кибальчича — ТРЦ «King Cross Leopolis».

Аналогічні автобуси курсують до «Ашану» на вул. Володимира Великого:
- смт Рудно (центр) — «Ашан Сіті» (згодом скасовано)
- вул. Широка (Левандівка) — «Ашан Сіті»
- площа Кропивницького — «Ашан Сіті»
- вул. Ряшівська — вул. Патона (ТЦ «Сріблястий») — вул. Петлюри (навпроти буд. 2А) — «Ашан Сіті» (скасовано 1 січня 2020 року)
- кільцевий маршрут «Ашан Сіті» — вул. Наукова (Симоненка) — вул. Наукова (Пулюя) — Аквапарк — універмаг «Океан» — «Ашан Сіті»

У 2020 році всі маршрути безплатних автобусів до магазинів торговельної мережі «Ашан-Україна» скасували.

### Нічні

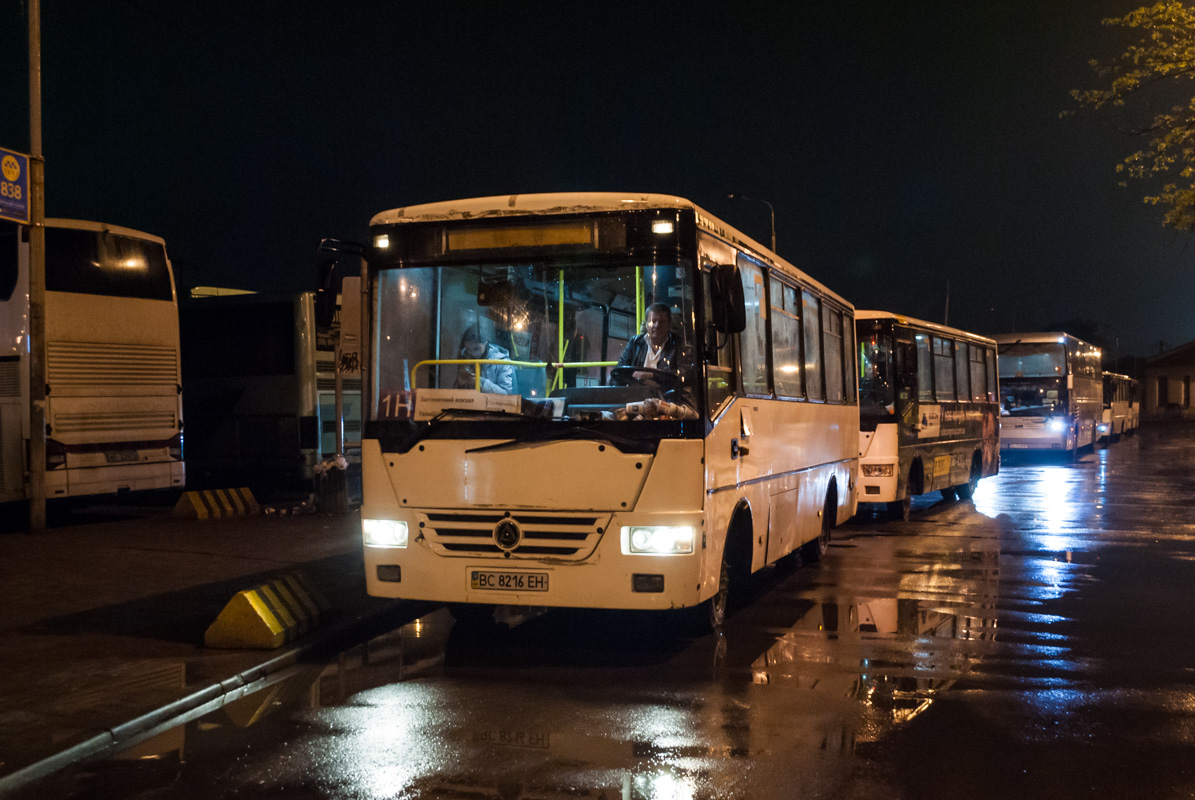
Нічний маршрут № 1Н

З 1 липня 2015 року у Львові запроваджено 7 нічних маршрутів з інтервалом руху в 1 год. 20 хв.:
- № 1Н (Залізничний вокзал — вул. Б. Хмельницького, «Галицьке перехрестя»)
- № 2Н (Залізничний вокзал — вул. Городоцька, ТЦ «Метро»)
- № 3Н (Залізничний вокзал — вул. Стрийська, ТРЦ «King Cross Leopolis»)
- № 4Н (Залізничний вокзал — проспект Червоної Калини, «Санта-Барбара»)
- № 5Н (Залізничний вокзал — вул. Дністерська)
- № 6Н (пл. Різні — залізничний вокзал — Рясне-2)
- 7Н (пл. Різні — залізничний вокзал — вул. Наукова)

Вартість проїзду у нічних автобусах складала 14 гривень (з 19.04.2019). Нічні автобусні маршрути Львова припинили роботу у 2020 році.

### Приміські (обласні)
Містом також курсує близько 40 приміських маршрутів, які перебувають у віданні обласної державної адміністрації (ЛОДА), і мають тризначні номери; а також 2 приміські маршрути з чотиризначними номерами (№ 1001, 1004). Їх обслуговують автобуси різної місткості, в тому числі малої, на кшталт БАЗ 2215 Дельфін. Нумерація приміських маршрутів в діапазоні № 100—900.

### Мережа автостанцій
Сполучення із містами та селами Львівщини, а також сусідніми областями та закордонням здійснюється через мережу автостанцій, кожна з яких забезпечує певний напрям, а три з них підтримують міжобласні та міжнародні сполучення.
- Автовокзал «Львів» (міжобласні та міжнародні перевезення), вул. Стрийська, 109.
- Автостанція № 2 / Автовокзал «Північний» (місцеві та міжобласні перевезення північного напрямку, міжнародні рейси), вул. Богдана Хмельницького, 225.
- Автостанція № 3 (місцеві перевезення), вул. Петлюри, 11.
- Автостанція № 4 (місцеві перевезення, Яворівський напрямок), вул. Шевченка, 105.
- Автостанція № 5 (місцеві перевезення, Бібрський напрямок), вул. Луганська, 2.
- Автостанція № 6 (місцеві та міжобласні перевезення, Золочівського та Перемишлянського напрямків), вул. Личаківська, 154.
- Автостанція № 8 / Автовокзал «Двірцевий» (міжобласні та міжнародні перевезення), пл. Двірцева, 1.
- Автостанція «Західна» (місцеві перевезення, Мостиський та Самбірський напрямки), вул. Городоцька, 359.

## Розклад руху

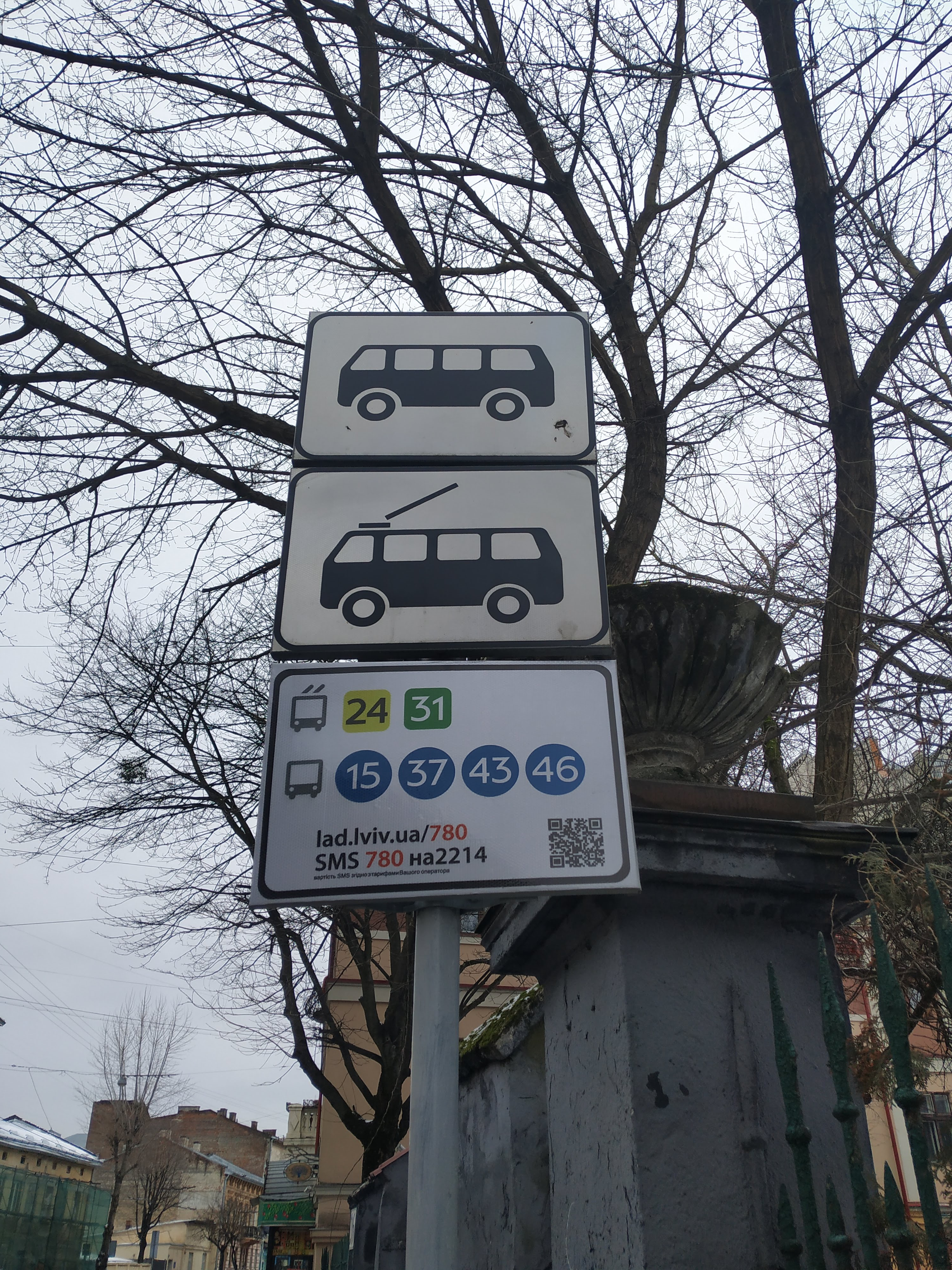
Інформація про рух транспорту на зупинці

У 2019 році Львівська міська рада запустила в телеграм бота «LvivCityHelperBot», який повідомляє про час прибуття транспорту на зупинку. Також мешканці масово користуються мобільними додатками «CityBus Львів» або «Easyway», що дають змогу відслідковувати за допомогою GPS місце перебування та рух транспорту в онлайн-режимі. Про час прибуття також можна дізнатись за посиланням lad.lviv.ua/код зупинки або скориставшись сканером QR-коду. Код зупинки переважно зазначено на самій зупинці. З літа 2021 року SMS-сервіс не працює через малий попит. З 2024 року розклади руху громадського транспорту також з'явилися на порталі https://lviv.rozklad.in.ua/.

## Вартість проїзду
Станом на 2025 рік вартість проїзду в міських автобусах складає 25 грн (купівля паперового квитка у водія за готівку), 15 грн (безконтактна оплата банківською карткою), 13 грн (оплата карткою чи мобільним додатком ЛеоКарт). Право на безкоштовний проїзд за умови валідації поїздки пільговою карткою ЛеоКарт мають всі пільгові категорії, яким це гарантує закон, а також школярі у час навчального року. Пенсіонери за віком, особи з інвалідністю 3-ї групи мають право на 60 безоплатних поїздок на місяць.
Вартість проїзду на міських маршрутах загального користування у м. Львові встановлює Виконавчий комітет Львівської міської ради, за поданням перевізників. Розрахунок ведеться згідно з методикою затвердженою міністерством.
| Рік  | Вартість, грн     | Еквівалент у $  | Еквівалент у €  | Курс долара | Курс євро | Мінімальна зарплата, грн |
| 2004 | 1,00              | $0,20           | 0,14€           | 5,00        | 7,00      | 237,00                   |
| 2007 | 1,25              | $0,25           | 0,17€           | 5,00        | 7,00      | 460,00                   |
| 2009 | 1,75              | $0,21           | 0,15€           | 8,00        | 11,00     | 744,00                   |
| 2011 | 2,00              | $0,25           | 0,20€           | 8,00        | 10,00     | 1 004,00                 |
| 2014 | 3,00              | $0,18           | 0,17€           | 16,00       | 17,00     | 1 218,00                 |
| 2015 | 4,00              | $0,16           | 0,14€           | 24,00       | 27,00     | 1 378,00                 |
| 2017 | 5,00              | $0,18           | 0,15€           | 27,00       | 32,00     | 3 200,00                 |
| 2019 | 7,00              | $0,25           | 0,23€           | 27,00       | 30,00     | 4 173,00                 |
| 2021 | 10,00             | $0,36           | 0,30€           | 27,00       | 33,00     | 6 000,00                 |
| 2022 | 15,00             | $0,41           | 0,40€           | 36,00       | 37,00     | 6 500,00                 |
| 2023 | 13,00/15,00/20,00 | $0,35/0,40/0,53 | 0,32/0,37/0,50€ | 38,00       | 41,00     | 6 700,00                 |
| 2024 | 13,00/15,00/25,00 |                 |                 |             |           |                          |
| 2025 | 17,00/20,00/25,00 |                 |                 |             |           |                          |

До 2011 року існували комунальні автобуси, у яких вартість проїзду була дещо нижчою, але кількість маршрутів, як і кількість автобусів на них була мізерною (№ 1, 3, 5, 9 тощо).

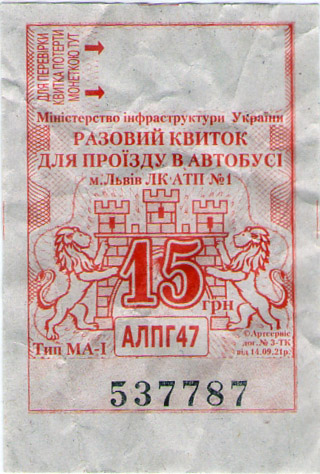
квиток для проїзду в автобусі вартістю 15 грн., 2023 р.

Вартість проїзду в міських автобусах загального користування з 27.05.2021 року складала — 10 грн. З 2 червня 2022 року вартість проїзду зросла до 15,00 грн, через дефіцит та  подорожчанням пального, що спричинила російська агресія проти України.
З 11.12.2023 року в усьому громадському транспорті Львова встановлено однакові тарифи на проїзд для пасажирів. Вартість однієї поїздки в усіх видах транспорту залежатиме від способу оплати та становитиме: 13 грн - при оплаті транспортною карткою ЛеоКарт або мобільним додатком, 15 грн – при оплаті банківською картою чи пристроєм з NFC; 25 грн – при оплаті готівкою у водія; 6,5 грн – для студентів при оплаті студентською транспортною карткою ЛеоКарт. Штраф за неоплачений/незавалідований проїзд – 300 грн. Для пільгових категорій громадян, а саме пенсіонерів за віком та осіб з інвалідністю 3-ї групи введено обмеження на 60 безоплатних поїздок на місяць.
Вартість проїзду в нічних міських автобусах № 1Н—7Н з 19.04.2019 року складала 14 грн (скасовані з 2020 року). Вартість проїзду в експресі «Аеропорт — Вокзал» становила 20,00 грн (припинив роботу у 2020 році).
Відшкодування за перевезення пільгових категорій громадян за 2019 рік для всіх перевізників становило 61,3 млн грн.
Після повномасштабного російського вторгнення в Україну з 24 лютого 2022 року та знищення російською армією багатьох нафтопереробних підприємств, виникла проблема дефіциту пального на всій території України. Через поставки пального з Європейського Союзу виникло масове здорожчання пального, а отже вартість проїзду необхідно було збільшувати. 27 травня 2022 року на засіданні виконавчого комітету Львівської міської ради було ухвалено рішення, що вартість проїзду у громадському автотранспорті Львова становитиме 15 грн, хоча перевізники у своїх зверненнях вимагали понад 20 грн, інакше, попереджали, що автобуси не виїдуть на маршрути. Усе через те, що в попередньому тарифі ціна на пальне була встановлена на рівні 24 грн, а у травні 2022 року вона сягнула майже 60 грн.

## Оплата проїзду
Станом на 2023 рік, оплата проїзду здійснювалася готівкою безпосередньо водієві на вході. Інших способів оплатити проїзд в автобусі не було.
За роки незалежності України в автобусах не існувало проїзних тривалої дії, як паперових так і електронних. Винятком був лише короткий період одноразового «трансферного квитка» на 6 радіальних маршрутах.
Впровадження проїзного у автобусних маршрутах планулося у 2020 році, у формі «е-квитка», який мав би діяти також і в міському електротранспорті (трамваях та тролейбусах), тобто мав би бути єдиною пластиковою карткою для оплати проїзду у міському громадському транспорті м. Львова незалежно від форми власності транспортного підприємства чи автобусів.
Контролерів на автобусних маршрутах немає. Це породило серед пасажирів звичку не брати квитків у водія. Слід зауважити, що значна частина водіїв (здебільшого на маршрутах приватних перевізників) не охоче видає квитки, іноді трапляються конфлікти з пасажирами. Водночас, на більшості комунальних маршрутів квитки є біля водія (у монетниці біля перших дверей), але пасажири все одно їх не беруть. Ситуація на маршрутах електротранспорту відрізняється у позитивний бік, адже там завжди були контролери, і пасажири до цього звикли, незважаючи на багато зауважень до їхньої роботи.

### Автоматизована система оплати проїзду (АСОП)

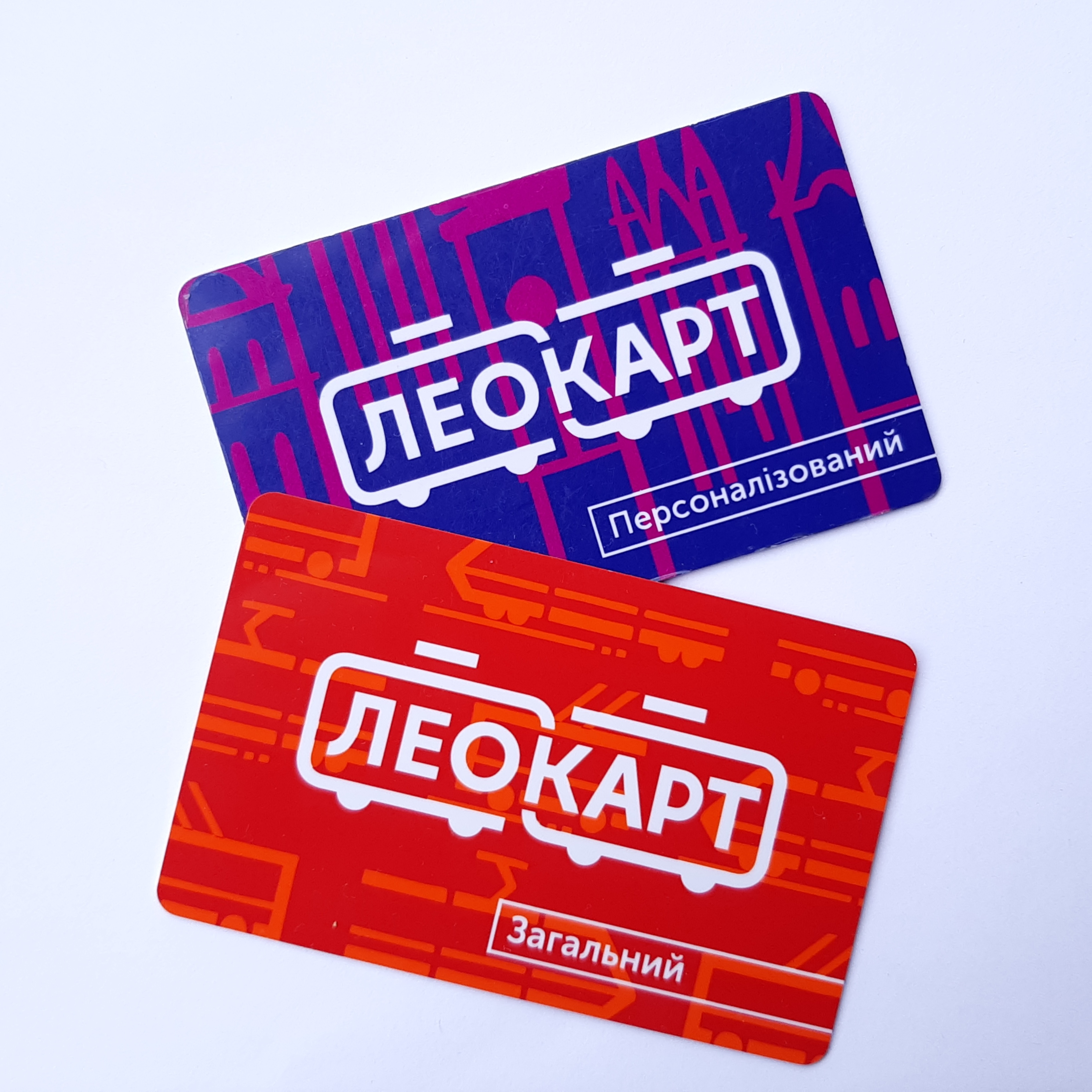
Типи проїзних карток для е-квитка

Розмови про «електронний квиток» у Львові ведуться щонайменше з 2010 року. Тоді в ЛМР його називали «єдиним квитком» і озвучували термін впровадження 1—1,5 року, однак не називали необхідної суми для впровадження такої системи.
У 2011 році створений неофіційний сайт з метою популяризації ідеї електронного квитка: http://ekvytok.lviv.ua/. На сайті можна знайти інформацію про АСОП, інтерв'ю з посадовцями, відео та публікації з прикладами роботи «е-квитка» з різних країн світу.
У березні 2013 року в приміщенні Личаківської районної адміністрації м. Львів були проведені громадські слухання щодо впровадження е-квитка (АСОП), які ініціювали львів'яни Дем'ян Данилюк та Мирослав Голяк. Організатори провели презентацію щодо стану пасажирських перевезень, рішень та можливої моделі впровадження е-квитка. Проте деякі депутати ідею не підтримали. На цих слуханнях депутат міської ради від ВО «Свобода» Андрій Карбовник порівняв введення е-квитка у Львові зі встановленням кришталевої люстри в сараї: «Отже, введення нині електронного квитка у Львові — це те саме, що встановлювати кришталеву люстру в сараї».
13 січня 2022 року у Львові стартував перший етап впровадження е-квитка. Відтак, в тестовому режимі почала працювати автоматизована система оплати проїзду у громадському транспорті. На цьому етапі тестуватимуть обладнання та систему загалом, допомагатимуть пільговим категоріям населення адаптуватися до користування персоніфікованими картками «ЛеоКарт», щоби зрештою кожен міг самостійно валідуватися і почуватися комфортно у громадському транспорті. Водночас можна здійснювати пільгові поїздки на основі звичайних посвідчень. Для пасажирів продовжує діяти готівкова форма оплати за проїзд..
Через російське вторгнення в Україну, що розпочалося 24 лютого 2022 року, завершення впровадження електронного квитка було відкладено до закінчення військового стану. Станом на 26 липня 2022 року прийнято у розробку 150 тис. 839 заяв на виготовленню пільгових Леокарт (з них 25 543 — учні), видано — 143 303 картки (з них 24 553 — дітям).
З 5 червня 2023 року у Львові розпочали випробування АСОП для платних пасажирів. Спочатку її запустили на маршрутах №1а, 3а та 10, а згодом розширили на ще сім маршрутів: №5А, 11, 39, 58, 59, 61 та 62. Ще за деякий час на сайті ЛеоКарт зʼявилася розʼяснювальна інформація про тестування системи і відповіді на поширені запитання. За даними "Львівавтодору" у період 5-8 червня 2023 року безготівковою оплатою скористалося 2 177 пасажирів. За ці дні міські автобуси №1А, №3А та №10 перевезли 66 233 людей, з них 17 521 – пільговики. Готівкою оплатило 46 535 пасажирів.
Восени 2023 року КП "Львівавтодор" оголосило, що безготівкова оплата проїзду в усьому міському громадському транспорті Львова запрацює з 11 грудня 2023 року. Безготівково за проїзд можна буде оплатити банківською картою, пристроєм з NFC та транспортною карткою ЛеоКарт. Також залишається можливість оплати готівкою у водія з отриманням квитка-чеку.
Продаж загальних неперсоналізованих транспортних карток ЛеоКарт стартував 15 листопада 2023 року. Придбати та поповнити картки можна у кіосках "Інтерпрес" та в терміналах EasyPay. Вартість картки 60 грн + депозит 10 грн + сума поповнення.
З дня впровадження безготівкової оплати в усьому громадському транспорті право на пільговий проїзд надається лише за умови наявності персоналізованої транспортної картки ЛеоКарт. Контролери перевірятимуть оплату проїзду та штрафуватимуть пасажирів за безквитковий/незавалідований проїзд. Пасажирам, які оплачують готівкою, необхідно отримати квиток у водія та зберігати його впродовж всієї поїздки, а власникам ЛеоКарт – валідувати картку.
Згідно з даними АСООП "Леокарт" у січні 2024 року автобусними маршрутами Львівської громади перевезено 6 244 369 пасажирів або 70,5% від загальної кількості поїздок всіма видами громадського транспорту Львівської громади (без обласних маршрутів ЛОДА). Всього у січні 2024 року пасажирами здійснено 8 859 270 поїздок всіма видами громадського транспорту (який підпорядковується Львівській міській раді), з яких 29,5% маршрутами електротранспорту. Ці дані враховують кількість поїздок здійснених всіма пасажирами, зокрема пільговими категоріями, і всі способи оплати (включно з Приват 24 в електротранспорті) та валідації проїзду. Відповідно, можна очікувати, що за рік автобусними маршрутами пасажири здійснять близько 74 млн поїздок, а всіма видами транспорту — близько 100 млн пасажирів. 
| Розподіл здійснених поїздок пасажирами за автобусними перевізниками (01.2024) | Кількість | Відсоток |
| ЛКП АТП-1                                                                     | 4 457 674 | 71,4%    |
| ТОВ «Успіх БМ»                                                                | 872 119   | 14%      |
| ПАТ «АТП-14630»                                                               | 316 574   | 5,1%     |
| ТОВ «МІРА і К»                                                                | 308 570   | 4,9%     |
| ТОВ «Фіакр-Львів»                                                             | 289 432   | 4,6%     |
| Всього                                                                        | 6 244 369 | 100%     |

Найпопулярнішими автобусними маршрутами у січні 2024 року були: №47а, 46, 53, 16, 51, а найменш популярними — №63, 39а та 25а (на всіх по одному автобусу).  
| Кількість здійснених поїздок за категоріями пасажирів (01.2024) | Кількість | Відсоток |
| Платні                                                          | 4 862 748 | 54,9%    |
| Пільговики                                                      | 3 032 854 | 34,2%    |
| Приват24 (лише в ЕТ)                                            | 470 637   | 5,3%     |
| Учні                                                            | 362 849   | 4,1%     |
| Студенти                                                        | 130 182   | 1,5%     |
| Всього                                                          | 8 859 270 | 100%     |

За підсумками 2024 року всіма категоріями пасажирів здійснено 89 889 017 (89 мільйонів 889 тисяч 017) поїздок, що складає понад 70% поїздок серед всіх видів транспорту.

## Перевізники
Після транспортної реформи 2012 року скорочено кількість перевізників, що обслуговують міські автобусні маршрути до чотирьох. Із додаванням додаткових маршрутів на ринок допустили п'ятого перевізника. З того часу незмінними гравцями на ринку міських перевезень залишаються львівське комнуальне «АТП № 1» (підпорядковується ЛМР), приватні ТзОВ «Міра і К», ТзОВ «Фіакр-Львів», ПАТ «Львівське АТП-14630» (всі троє входять в Концерн ЕкоПасТранс з 08.2020) та ТзОВ «Успіх БМ».
У 2024 році додалися два нові перевізники - Епітранс і Транссіті.
Станом на червень 2025 вони обслуговують такі маршрути:
- Комунальне АТП-1 — 1А, 3А, 5А, 6А, 8А, 9, 10, 16, 18, 19, 20, 29, 32, 37, 39А, 40, 45, 46, 47А, 49А, 52, 55А, 56А, 60, 61, 63, 92, 99;
- ТзОВ «Міра і К» — 7, 11, 14, 25, 27, 33;
- ПАТ «АТП 14630» — 15, 21, 23, 31, 58, 59;
- ТзОВ «Успіх-БМ» — 51, 53, 62, 84;
- ТзОВ «Фіакр» — 17, 22, 34, 39, 41, 43;
- ТОВ «Транссіті» — 57;
- ТОВ «Епітранс» — 12, 30, 48.

| Перевізник       | Маршрути, що обслуговуються |
| Комунальне АТП-1 | 28                          |
| ТзОВ «Фіакр»     | 6                           |
| ТзОВ «Міра і К»  | 6                           |
| ПАТ «АТП 14630»  | 6                           |
| ТзОВ «Успіх-БМ»  | 4                           |
| ТОВ «Епітранс»   | 3                           |
| ТОВ «Транссіті»  | 1                           |
| ВСІ РАЗОМ        | 54                          |

Станом на червень 2025 року львівське комунальне АТП-1 обслуговує 28 міських маршрутів, 26 розподілені між шістьма приватними перевізниками. 16 маршрутів не обслуговуються.
Автобуси великого класу (12 м) курсують як мінімум на 17 маршрутах (станом на вересень 2021), 16 з яких обслуговує ЛК АТП-1 і один — Успіх-БМ (№ 53).
Усі перелічені приватні перевізники також обслуговують приміські та обласні автобусні маршрути загального користування (нумерація починається з № 100) у Львівській області.
Два підприємства-перевізники пов'язують з одним власником — Володимиром Хомою — ПАТ «АТП-14630» (тут він власник 68 % акцій) та «Міра і К». Обидва підприємства розташовані на одній території.
У серпні 2020 року трьома приватними перевізниками (АТП-14630, Міра і К, Фіакр-Львів) створений «Концерн Екопастранс»" керівником якого є Ігор Самардак, який також є директором ПАТ АТП-14630.
У вересні 2020 року підписано тристоронній меморандум між ЛМР («Львівелектротранс»), «Концерном Екопастранс«» та «Концерном Електрон» (виробник) щодо закупівлі 250 електробусів, з яких 200 має закупити «Екопастранс» і 50 КП «Львівелектротранс». Наразі відомо, що електробуси для «Екопастранс»у будуть відрізнятися від першої моделі Електрон Е191 — вони будуть коротші та меншої місткості. Перший тестовий взірець мав зійти з конвеєра у травні 2021 року, а серійне виробництво заплановане з осені 2021 року.

На цей час немає жодної інформації щодо зарядної інфраструктури та депо для електробусів, невідомо чи була проведена оцінка необхідної потужності, кабельних ліній тощо. Відсутні будь-які деталі щодо схеми фінансування закупівлі електробусів, окрім короткої згадки з прес-конференції: 
«Львівська міська рада пропрацьовує механізм компенсації відсотку за лізинг, аби приватним перевізникам було легше придбати електробуси. Мерія таким чином зможе підтримувати місцевого виробника, і знову ж таки частину податків повернути до бюджету міста», — зазначив заступник директора департаменту житлового господарства та інфраструктури Андрій Білий
.

## Рухомий склад
На міських автобусних маршрутах можуть курсувати лише автобуси із пасажиромісткістю від 35 осіб. Всі автобуси комунального підприємства «АТП-1» та понад 95 % автобусів приватних перевізників обладнані системою GPS-навігації, а їхні дані є в публічному доступі. Рухомий склад КП «Львівелектротранс» також повністю обладнаний GPS, і його рух можна відслідковувати за допомогою Інтернет-додатків.

### Комунальний перевізник
У 2010—2012 роках Львів придбав для «Львівського комунального АТП-1» п'ять зчленованих низькопідлогових автобусів ЛАЗ A292D1, 12 тридверних низькопідлогових автобусів ЛАЗ A183D1, а також 13 дводверних частково низькопідлогових автобусів ЛАЗ A191F0.
У 2014 році міська влада придбала 18 автобусів середнього класу БАЗ А08110 «Волошка».
У 2016 році придбано 20 автобусів Ataman А092H6 з низьким рівнем підлоги заднього майданчика, а також 10 автобусів Електрон А185 (придбані на тендері ще у 2015 році).
До середини 2017 року надійшло ще 55 автобусів Електрон А185, що були придбані за тендером 2016 року.
У 2018 році Львів придбав у лізинг найбільшу партію комунальних автобусів за часи незалежності України — 150 низькопідлогових автобусів: 50 автобусів Електрон А185 та 100 автобусів МАЗ 203.
Комунальне АТП-1 має у власності 320 автобусів: 115 Електрон А18501, 100 МАЗ 203, 12 CityLAZ-12, 13 InterLAZ-13,5LE, 5 CityLAZ-20, 18 БАЗ А08110 «Волошка», 20 Ataman А092H6. Також є кількадесят вживаних автобусів з країн Європи (MAN, Neoplan, Mercedes, та ін.). Випуск на маршрути АТП-1 в будні: ~190 Електронів / МАЗів, 14 Атаманів, до 12 БАЗів, декілька ЛАЗ А183 CityLAZ. Ще три маршрути (№ 20, 32, 37) обслуговують приватні субпідрядники АТП-1 на Богдан А092 / БАЗ-А079.
У 2020 році була запланована закупівля у кредит ще 100 низькопідлогових автобусів пасажиромісткістю 95 осіб, в рамках проєкту «Міський громадський транспорт України», фінансування якого погодив Європейський інвестиційний банк.
За субпідрядом маршрути АТП-1 також обслуговують близько 60 приватних автобусів БАЗ-А079 «Еталон», Богдан А092 тощо.

### Приватні перевізники
На маршрути приватні перевізники випускають переважно автобуси малого класу БАЗ-А079 «Еталон», Богдан А092, середнього класу, 10-метрові Богдан А601, а також вживані автобуси великого класу з Європи. Приватний перевізник ПАТ «АТП-14630» у березні 2010 року закупив автобуси Богдан великого і середнього класу (моделі А601 та А302) , які втім доїздили лише до 2017 року, і кілька з них були продані у Тернопіль. Вартість автобуса великої місткості — 890 тис грн, середньої місткості — 600 тис грн», — зауважив тоді директор «Львівське АТП-14630» Микола Петришак.
У листопаді 2020 року «Концерн ЕкоПасТранс«» (троє приватних перевізників) закупили в Норвегії 8 вживаних автобусів SOLARIS Urbino III LE CNG (стиснений газ) 2010 року випуску. Місткість одного такого автобуса — 37 сидячих місць і 55 стоячих, тобто загально 92 пасажири може перевозити такий автобус. Також ці автобуси низькопідлогові і можуть перевозити людей з інвалідністю, чи дітей у візочках. Автобуси почергово працюють на маршрутах № 14, 25, 31.
Перевізник «Успіх-БМ» у грудні 2020 року також придбав декілька вживаних автобусів Mercedes-Benz O503 Citaro O503 (дизельні Euro-5) 1-го покоління 2006-2007 року випуску. Вони працюють на маршруті № 53.

### Кількість рухомого складу
Відповідно з конкурсом, який був проведений у жовтні 2018 року, на міські маршрути в будні мало б виходити 578 (586) автобусів, з яких не менше 150 автобусів великого класу (12 метрові), і не менше 428 середнього класу (8-метрові) місткістю не менше 35 пасажирів.
Недостача автобусів на всіх міських маршрутах станом на січень 2020 року — не менше 110 одиниць.
У комунальному АТП-1 незалученими залишається 22 автобуси ЛАЗ, не менше 20 автобусів Електрон, МАЗ (станом на січень 2020 року).
Станом на 1 лютого 2022 року випуск на маршрути Львівської міської громади скоротився до всередньому 375-390 автобусів (всі перевізники) в будні. 
| Перевізник                   | Модель                     | Рік випуску         | Низька підлога      | Стандарт двигуна    | Клас                | Кількість               |
| ЛК АТП-1                     | ЛАЗ A292D1 (CityLAZ-20)    | 2009—2010           | 100 %               | Євро-3              | великий             | 5                       |
| ЛК АТП-1                     | ЛАЗ A183D1 (CityLAZ-12)    | 2009—2011           | 100 %               | Євро-3              | великий             | 12                      |
| ЛК АТП-1                     | ЛАЗ A152D0 (CityLAZ-10LE)  | 2010                | 100 %               | Євро-3              | великий             | 0 (1)                   |
| ЛК АТП-1                     | ЛАЗ A191F0                 | 2010                | 75 %*               | Євро-2 (МКПП)       | великий             | 13 (15)                 |
| ЛК АТП-1                     | Електрон А185              | 2015—2019           | 100 %               | Євро-5              | великий             | 115                     |
| ЛК АТП-1                     | МАЗ 203                    | 2018                | 100 %               | Євро-5              | великий             | 100                     |
| ЛК АТП-1                     | Ataman А092H6              | 2016                | 30 %                | Євро-5 (МКПП)       | середній            | 19 (20)                 |
| ЛК АТП-1                     | БАЗ-А081.10 «Волошка»      | 2013                | 0 %                 | Євро-3 (МКПП)       | середній            | 18                      |
| ЛК АТП-1                     | Богдан А091**              |                     | 0 %                 |                     | середній            | змінюється              |
| ЛК АТП-1                     | Богдан А092.02**           |                     | 0 %                 | Євро-2 (МКПП)       | середній            | змінюється              |
| ЛК АТП-1                     | Богдан А069**              |                     | 0 %                 | Євро-2 (МКПП)       | малий               | змінюється              |
| ЛК АТП-1                     | БАЗ-А079 «Еталон»**        |                     | 0 %                 |                     | середній            | змінюється              |
| ЛК АТП-1                     | MAN 895 NL202              |                     | 50 %                |                     | великий             | 4                       |
| ЛК АТП-1                     | MAN A10 NL222              |                     | 50 %                |                     | великий             | 1                       |
| ЛК АТП-1                     | Castrosúa CS40 City II     |                     | 50 %                |                     | великий             | 1                       |
| ЛК АТП-1                     | вживані з Європи           |                     | 0—100 %             |                     | великий             | невідома                |
| Загалом                      | Загалом                    | Загалом             | Загалом             | Загалом             | Загалом             | 288 (320)               |
| ПАТ «АТП-14630»              | Богдан А601.10             | 2009—2010           | 50 %                | Євро-2 (МКПП)       | середній            | 0 (продано в Тернопіль) |
| ПАТ «АТП-14630»              | Богдан A092.80             | 2010                | 50 %                | Євро-3 (МКПП)       | середній            | 0(продано в Тернопіль)  |
| ПАТ «АТП-14630»              | Богдан А22112              | 2017                | 30 %                | Євро-5 (МКПП)       | середній            | 4                       |
| ПАТ «АТП-14630»              | Neoplan N3016              |                     | 50 %                |                     | великий             |                         |
| ПАТ «АТП-14630»              | Neoplan N4016NF            |                     | 50 %                |                     | великий             |                         |
| ПАТ «АТП-14630»              | Mercedes-Benz O405         |                     | 50 %                |                     | великий             |                         |
| ПАТ «АТП-14630»              | VDL Berkhof Ambassador 200 | 2010—2011           | 100%                |                     | великий             | 6                       |
| ПАТ «АТП-14630»              | VDL Citea LLE-120.225      | 2012                | 100%                |                     | Великий             | 8                       |
| ПАТ «АТП-14630»              | Van Hool A330K             | 2006                | 100%                |                     | Середній            | 7                       |
| ПАТ «АТП-14630»              | Вживані з Європи           |                     | 0—100 %             |                     | великий             |                         |
| ПАТ «АТП-14630»              | Богдан А092.02             |                     | 0 %                 | Євро-2              | середній            |                         |
| ПАТ «АТП-14630»              | БАЗ-А079 «Еталон»          |                     | 0 %                 |                     | середній            |                         |
| Загалом                      |                            |                     |                     |                     |                     |                         |
| ТОВ «Міра і К»               | SOR CN 9.5                 | 2011                | 0%                  |                     | середній            | 8                       |
| ТОВ «Міра і К»               | VDL Berkhof Ambassador 200 | 2007                | 100%                |                     | Великий             | 5                       |
| ТОВ «Міра і К»               | SOR BN 9.5                 | 2011                | 0%                  |                     | середній            | 2                       |
| ТОВ «Міра і К»               | БАЗ-А079 «Еталон»          | 2004—2006           | 0 %                 |                     | середній            |                         |
| ТОВ «Міра і К»               | Богдан А092.02             | 2006—2008           | 0 %                 | Євро-2              | середній            |                         |
| ТОВ «Міра і К»               | ГалАЗ-3207 «Вікторія»      | 2006—2009           | 0 %                 | Євро-2              | середній            |                         |
| ТОВ «Міра і К»               | ЗАЗ А07А1 «І-Ван»          |                     | 0 %                 |                     | середній            |                         |
| ТОВ «Міра і К»               | Богдан А22112              | 2017                | 30 %                | Євро-5 (МКПП)       | середній            | 4                       |
| ТОВ «Міра і К»               | ХАЗ-3250.02                | 2006                | 0 %                 |                     | малий               |                         |
| Загалом                      |                            |                     |                     |                     |                     |                         |
| ТОВ «Успіх-БМ»               | MAN A10 NL202              | 1995—1997           | 50 %                |                     | великий             | 2                       |
| ТОВ «Успіх-БМ»               | MAN A10 NL222              |                     | 50 %                |                     | великий             | 1                       |
| ТОВ «Успіх-БМ»               | ЗАЗ А07А1 «І-Ван»          | 2005—2007           | 50 %                |                     | середній            | 3                       |
| ТОВ «Успіх-БМ»               | Богдан А092                | 2005—2008           | 0 %                 | Євро-2              | середній            | 19                      |
| ТОВ «Успіх-БМ»               | БАЗ-А079 «Еталон»          | 2004—2008           | 0 %                 |                     | середній            | 99                      |
| ТОВ «Успіх-БМ»               | Mercedes-Benz O530 Citaro  | 2005—2010           | 100%                | дизельні Euro-5     | великий             | 42                      |
| Загалом                      |                            |                     |                     |                     |                     |                         |
| ТОВ «Фіакр Львів»            | Богдан А06921              | 2008                | 0%                  |                     | середній            | 1                       |
| ТОВ «Фіакр Львів»            | Богдан А092.02             | 2004—2009           | 0 %                 | Євро-2              | середній            | 27                      |
| ТОВ «Фіакр Львів»            | Van Hool A330K             | 2006-2007           | 100%                |                     | середній            | 5                       |
| ТОВ «Фіакр Львів»            | БАЗ-А079 «Еталон»          | 2004—2008           | 0 %                 |                     | середній            | 87                      |
| Загалом                      | Загалом                    | Загалом             | Загалом             | Загалом             | Загалом             | 127                     |
| ТОВ «Миколаївське АТП 14627» | Богдан А092.02             | 2006—2009           | 0 %                 | Євро-2              | середній            |                         |
| ТОВ «Миколаївське АТП 14627» | БАЗ-А079 «Еталон»          | 2004—2008           | 0 %                 |                     | середній            |                         |
| Загалом                      |                            |                     |                     |                     |                     |                         |
| ТОВ «Епітранс»               | Ataman A093H6              | 2015                | 30%                 |                     | середній            | 11                      |
| ТОВ «Епітранс»               | VDL Berkhof Ambassador 200 | 2008-2011           | 100%                |                     | великий             | 16                      |
| ТОВ «Епітранс»               | NEST A0811                 | 2019                | 100%                |                     | середній            | 1                       |
| ТОВ «Епітранс»               | Ataman A09204              | 2013                | 0%                  |                     | середній            | 1                       |
| Загалом                      |                            |                     |                     |                     |                     | 22                      |
| ТОВ «Транссіті»              | Богдан А092                | 2018                | 0%                  |                     | середній            | 2                       |
| ТОВ «Транссіті»              | Ataman A093H6              | 2015                | 30%                 |                     | середній            | 5                       |
| ТОВ «Транссіті»              | Ataman A092H6              | 2018                | 30%                 |                     | середній            | 0(Ротація в інші міста) |
| Загалом                      |                            |                     |                     |                     |                     | 12                      |
| РАЗОМ (мало б бути)          | РАЗОМ (мало б бути)        | РАЗОМ (мало б бути) | РАЗОМ (мало б бути) | РАЗОМ (мало б бути) | РАЗОМ (мало б бути) | ~590                    |

* Автобуси з частково низькою підлогою, але не пристосовані для перевезення пасажирів з інвалідністю/дитячих візків через відсутність майданчика;
** Орендовані автобуси у приватних перевізників (субпідрядники АТП-1);

## Проблеми
Експерти і пасажири відзначають також низьку культуру поведінки водіїв. Її покращення ускладнюється тим, що пасажири переважно не пишуть скарг на грубу поведінку водіїв. Так, за 2008 рік до мерії надійшло 55 скарг, а за 2009 рік лише 33. Існує також проблема невиконання окремими водіями останніх вечірніх рейсів у спальні райони. Надзвичайно розповсюдженими є факти порушень водіями Правил дорожнього руху.
За даними соціологічного опитування, проведеного навесні 2011 року, 67,5 % респондентів не задоволені якістю перевезень у маршрутних таксі; задоволені лише 13 %.
Станом на 2019 рік невідомий ні загальний обсяг транспортної роботи, яку мають виконувати перевізники (всіх форм власності) на міських автобусних маршрутах загального користування, ні загальна кількість перевезених пасажирів, ні обсяг замовлення на перевезення пільгових категорій громадян.
На автобусних маршрутах також відсутні контролери, і відповідно, штрафи за безквитковий проїзд не стягуються.
Також великою проблемою є що автобуси Львова розділені між приватними перевізниками, що спричинює конфлікти в запровадженні єдиного електронного квитка і в інших питаннях.
Міська автобусна маршрутна мережа все ще значною мірою дублює маршрути електричного транспортну (трамваїв і тролейбусів).
В той час, як місто зберігає свою багату історичну спадщину, більша частина форм та функції міста була визначена через розширення у радянську епоху у другій половині 20-го століття; це включає багатоповерхові житлові будівлі на периферії міста та «тверду» інфраструктуру громадського транспорту, що включає трамвай і тролейбус.
Переваги цієї спадщини включають високу частку користування громадського транспорту (52 % усіх поїздок), двох великих комунальних перевізників («Львівелектротранс» та «АТП-1»), і щільні житлові райони, які добре підходять для громадського транспорту. Однак під час переходу від централізовано планованої економіки до ринкової постраждало стратегічне планування та інвестиції. Як наслідок, трамвайні та тролейбусні мережі погіршилися, і на їхньому місці з’явилися численні неефективні, незручні маршрутки, щоб заповнити прогалини. Маршрутки представляють нині близько 50 % від загальної кількості маршрутів громадського транспорту і 50 % від кількості поїздок.
Існує нагальна потреба в реорганізації та реструктуризації мережі ГТ для узгодження з реальними потребами населення шляхом вдосконалення маршрутів та якості послуг, що надаються КП, а також перегляду поточної роздрібненої, низькоякісної та неефективної моделі приватних перевізників, і переходу до забезпечення стійких високоякісних послуг шляхом консолідації ринку, укрупнення та регулювання.
Реорганізація поточної мережі у поєднанні з реформою галузі та вдосконалення інфраструктури і рухомого складу буде необхідною для підвищення ефективності мережі як з точки зору споживання енергії та наданих послуг, підтримки кращої фінансової стабільності, так і поліпшення мобільності і умов для мешканців.
Оцінка мережі громадського транспорту виявляє наступні проблеми, з якими стикаються пасажири: 
- пересування містом займає багато часу. Це викликано повільною операційною швидкістю, а також відсутністю стратегічних зв'язків з певними районами міста. Час подорожі від деяких великих житлових районів до центру міста становить близько години в будні дні в пікові години. Окрім часових витрат для пасажирів, низький рівень доступності зменшує можливості доступу до зайнятості та послуг. Існують також локальні проблеми з доступом до ГТ, де маршрути не курсують (або їх не існує);
- надійність є низькою, і час очікування може бути довгим. Ця диспропорційність впливає на людей похилого віку та маломобільних. Низька надійність також впливає на жінок непропорційно, оскільки вони мають тенденцію до більш складних поїздок, які передбачають більше пересадок. Це пояснюється тим, що мета і призначення поїздок, які здійснюються жінками, як правило, більш різноманітні, ніж для чоловіків. Наприклад, роль сімейної опіки жінок роблять їх більш схильними до поїздки з місця роботи додому, забираючи дитину з школи і поїздку за покупками. Автобусний комунальний перевізник є більш надійним та доступним (для маломобільних) ніж ЛЕТ, але лише на основних маршрутах з великими низькопідлоговими автобусами (наприклад, маршрути № 1А, 3А, 6А, 16, 18, 29, 40, 46, 47А, 52);
- низький рівень комфорту транспортних засобів (автобусів приватних перевізників та більшості трамваїв) і погана якість їзди складає основну проблему для всіх груп, але особливо для жінок та людей з інвалідністю. Транспортні засоби часто перевантажені, «сидіння бідні», відсутність опалення та кондиціонерів. Транспортні засоби важкодоступні через східці на вході/виході. Крім того, водії прагнуть максимізувати дохід, а не надати якісну послуг пасажирам. Також відсутня культура допомоги вразливим користувачам, а також запобігання домагань до жінок;
- бракує інфраструктури на зупинках і вузлах, що включає в себе павільйони на зупинках, навігацію тощо.

#### Основні причини неефективності громадського транспорту
- Сегментація ринку. Дві окремі мережі громадського транспорту: мережа «маршруток», яка більше використовується пасажирами, що платять за проїзд, і комунальна мережа, яку більше використовують пасажирами-пільговиками[131]. Це операційно неефективно, вимагає більшої кількості необхідних транспортних засобів, і збільшує час очікування для пасажира. Відокремлення пільгових пасажирів від пасажирів, які сплачують тарифи, зменшує фінансову стабільність.
- Відсутність єдиного тарифу та проїзних. Досі не існує єдиних квитків та проїзних на всі види громадського транспорту (незалежно від форми власності). Це насамперед пов’язано з необхідністю збільшити видатки з міського бюджету на утримання транспорту, адже зараз пасажири оплачують за кожну пересадку/поїздку, а в системі проїзних (місячних, квартальних тощо) надходження зменшаться.
- Занадто складна мережа ГТ. Місто має велику кількість маршрутів, більшість з яких значною мірою дублюються між собою. Є основний набір маршрутів, що перевозять більшу частину пасажирів, водночас існує чимало маршрутів з низьким пасажиропотоком[132]. Це зменшує експлуатаційну ефективність і збільшує час очікування для пасажира. Боротьба за пасажирів на вулицях зростає. Це призводить до зниження рівня обслуговування (погане водіння), штучний тиск на утримання низьких тарифів (міської влади), недостатнє інвестування в транспортні засоби і стандарти.
- Слабке регулювання «маршруткової» діяльності. Недостатні заходи щодо регулювання[133] та виконання зобов'язань створюють низькі стартові позиції, що дозволяє перевізникам працювати на грані. Витрати на зарплату водія, навчання, технічне обслуговування та запасні частини можна звести до мінімуму. Небезпечні, незручні та переповнені транспортні засоби керуються водіями[134], які прагнуть максимізувати прибуток, працюючи понад норму (годин). Це сприяє поганому водінню[135], що спричиняє затори на дорогах, аварії[136][137] та забруднення повітря. Поводження з клієнтами також є неприпустимим, бо деякі водії є грубими і неввічливими[138] до пасажирів.
- Обмежене і неефективне використання дорожнього простору. Експлуатаційна швидкість ГТ зменшується через неправильне паркування[139], недостатній контроль та затори. Низька експлуатаційна швидкість вимагає більшої кількості рухомого складу, і збільшує експлуатаційні витрати та забруднення повітря.
- Втомлена інфраструктура, старий рухомий склад (приватних автобусів, і комунальних трамваїв) та недостатнє облаштування зупинок. Старі трамвайні колії надзвичайно зношені на кількох ключових вулицях: Шевченка, Вітовського, Кн. Ольги, Франка), що знижує експлуатаційну швидкість. Старий рухомий склад незручний, а наявність сходів на вході робить його важкодоступними. Вони також менш [енерго]ефективні і створюють більше забруднення повітря (ЕТ також, хоч і за межами міста).
- Відсутність спроможності міської адміністрації поліпшити ГТ. Міській адміністрації не вистачає персоналу, знань та інституційних підрозділів для розробки та реалізації планів, які покращили б функціонування ГТ, а також щоб заключати угоди на послуги за критеріями якості. Водночас, чинне законодавче регулювання (ЗУ Про Автомобільний транспорт[72] та Постанова КМУ 1081[140]) не дає міській виконавчій владі важелів впливу та контролю, крім як розірвання договору. В умовах стримування росту тарифів (вартості проїзду) розірвання договору з приватним перевізником призведе до зникнення маршруту/-ів.
- Низькі тарифи та відсутність гарантованого доходу для перевізника (йдеться про оплату транспортної роботи). Затверджений міською владою тариф є низьким порівняно з аналогічними країнами з точки зору можливостей (купівельної спроможності громадян). А через високу кількість пасажирів-пільговиків, дохід на одного пасажира, зібраний муніципальним оператором, є надзвичайно низьким. Отже, муніципальний оператор не може інвестувати в нові транспортні засоби. Компенсація з державного бюджету до місцевих бюджетів за перевезення пільгових пасажирів у всі роки (з 1993 до 2015) покривала не більше 60%[141] від потреби (залежно від року), а з 2016[142] й взагалі припинена.

## Світлини

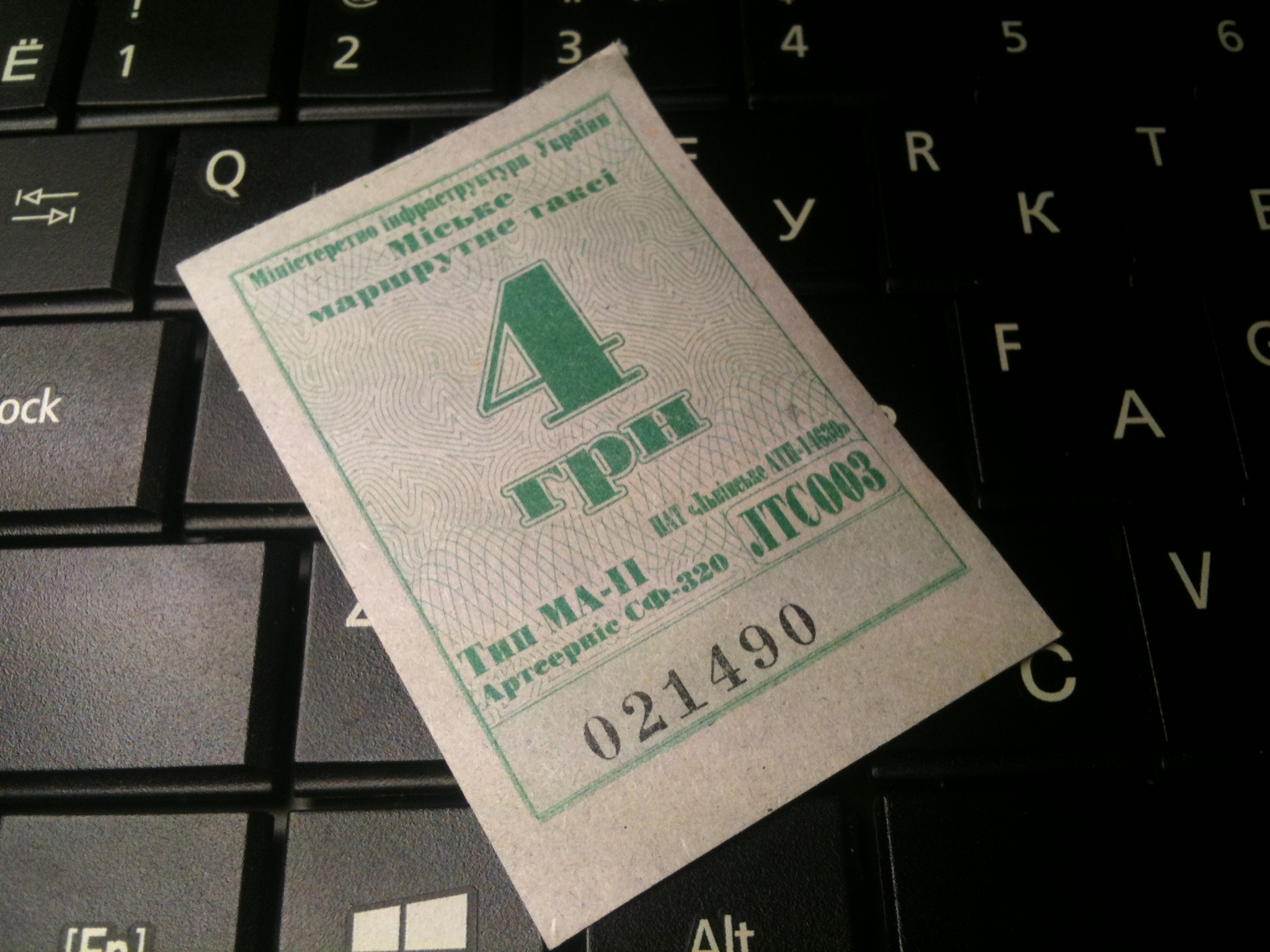
Квиток на проїзд зразка 2015 року
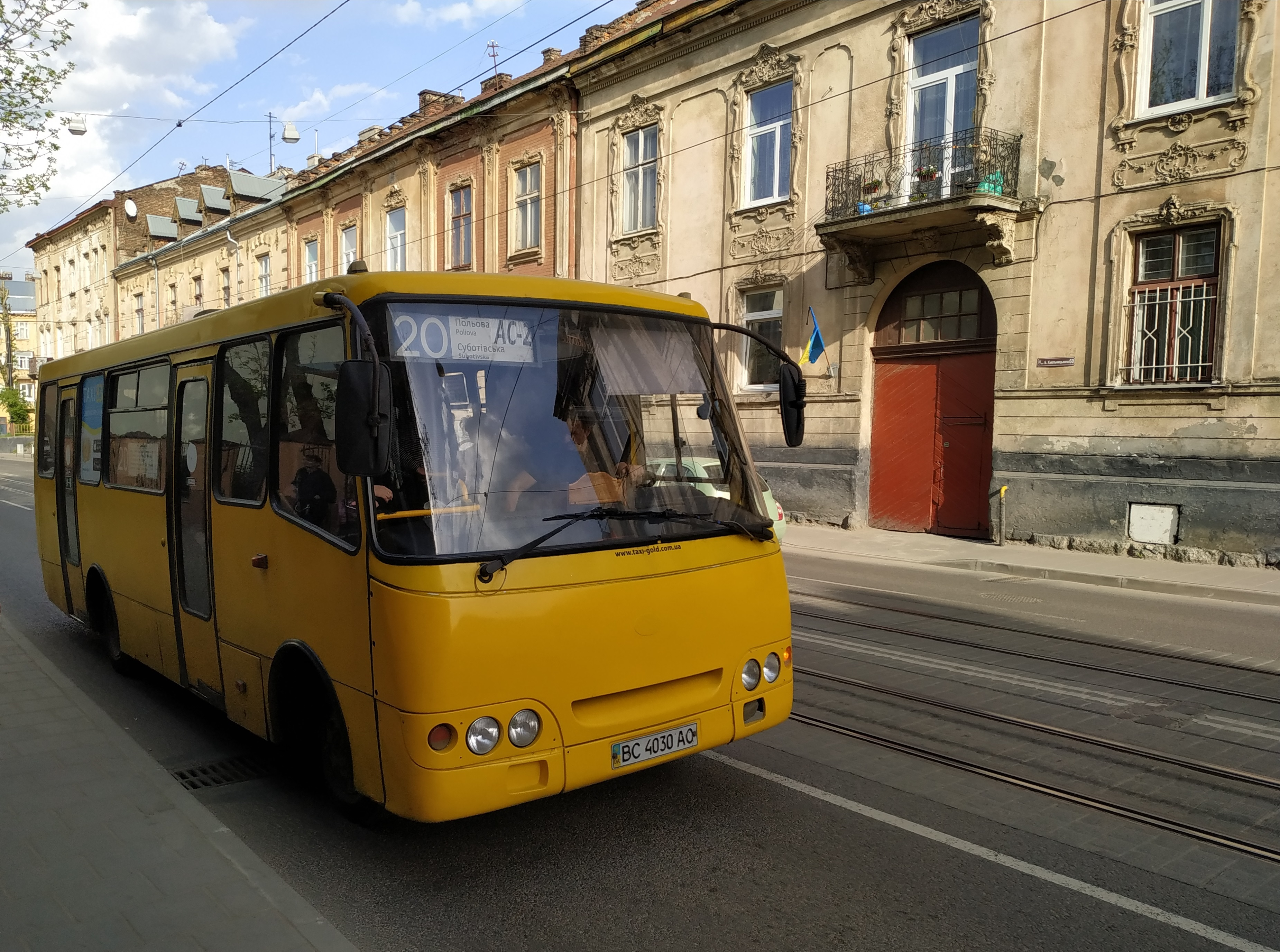
Богдан А092.02 на маршруті № 20 (2019)
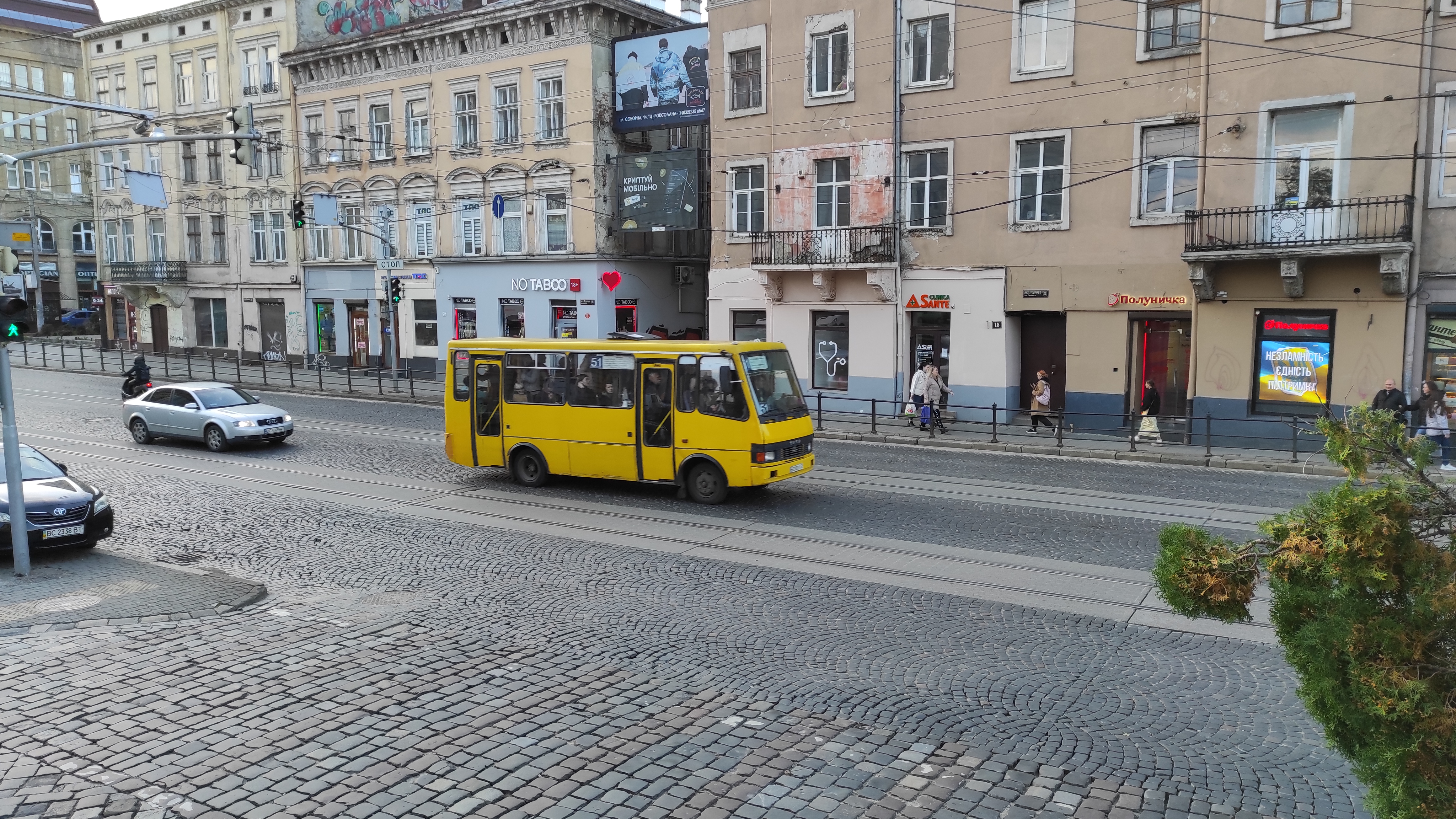
Еталон БАЗ А079 у Львові на маршруті № 51 (2022)
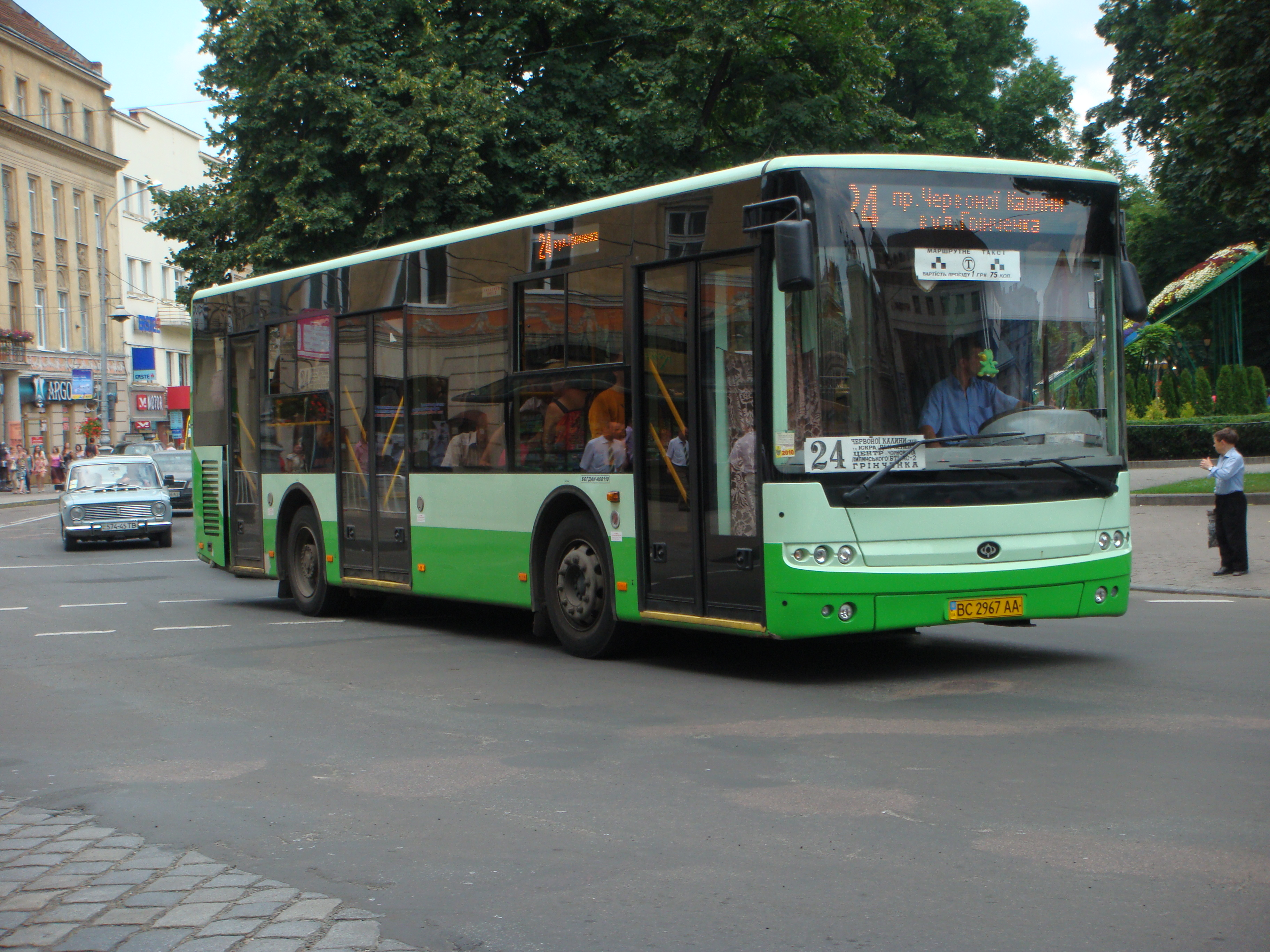
Богдан А601.10 на маршруті № 24 (2010)
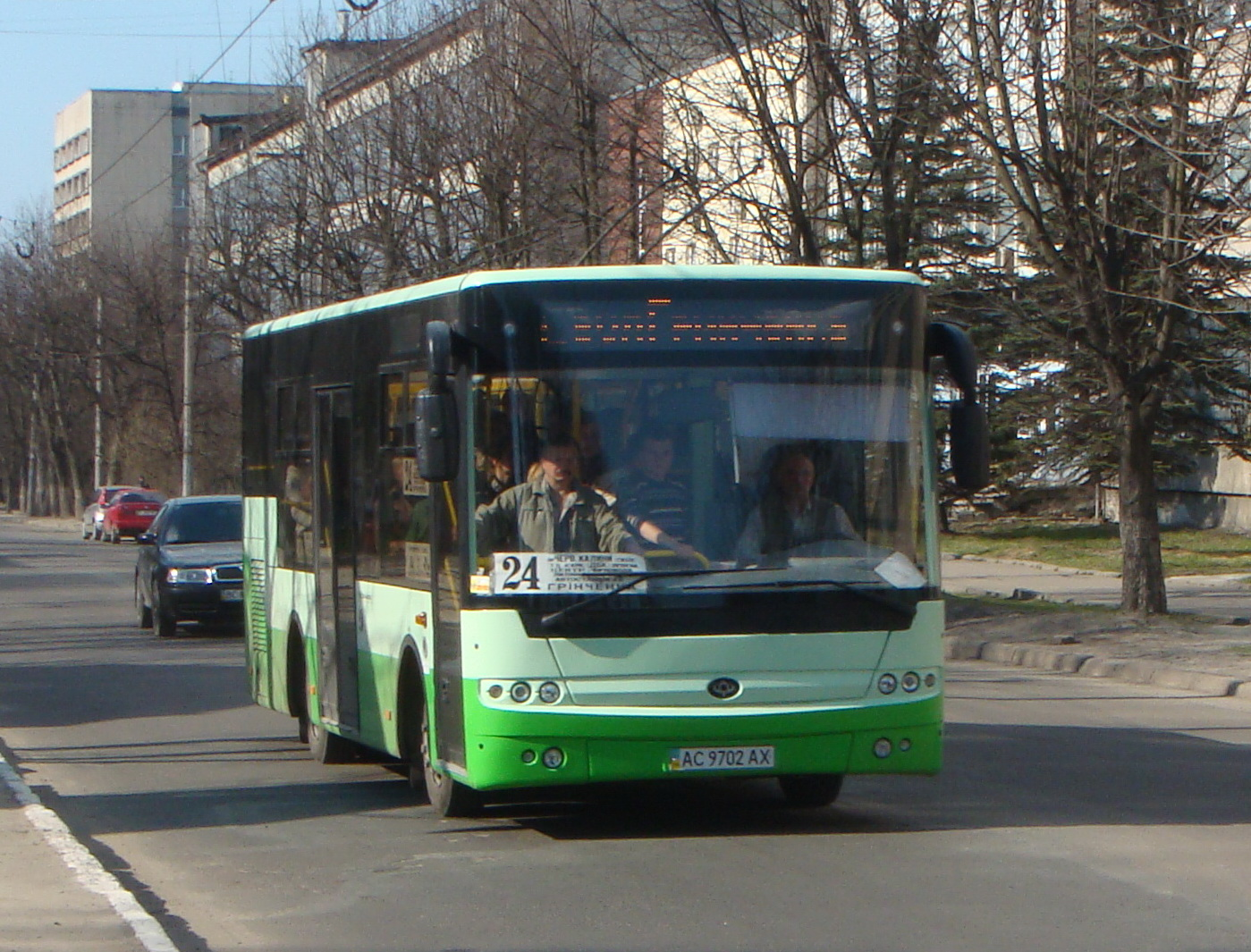
Богдан А092.80 на маршруті № 24 (2010)
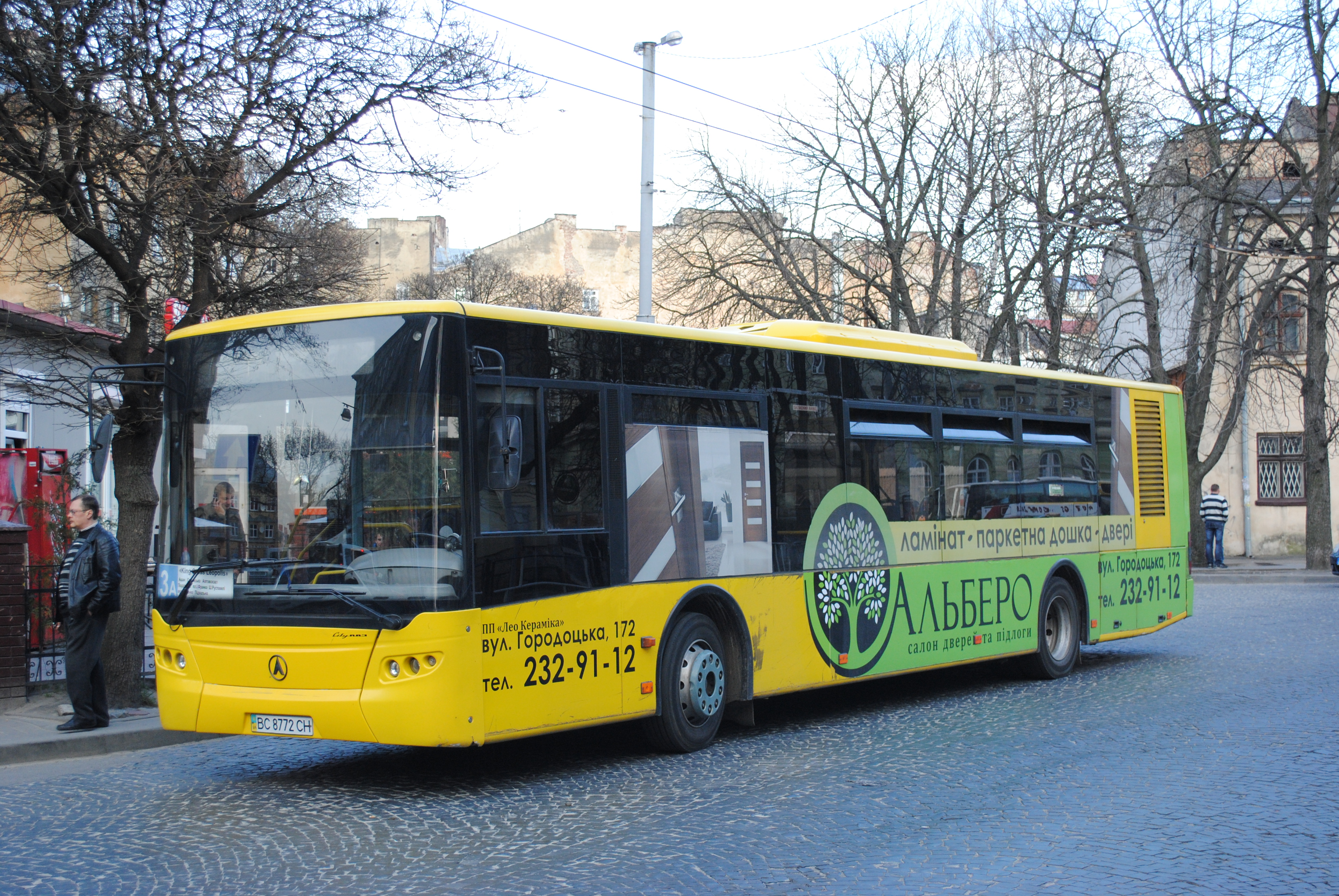
ЛАЗ А183 на маршруті № 3А (2014)
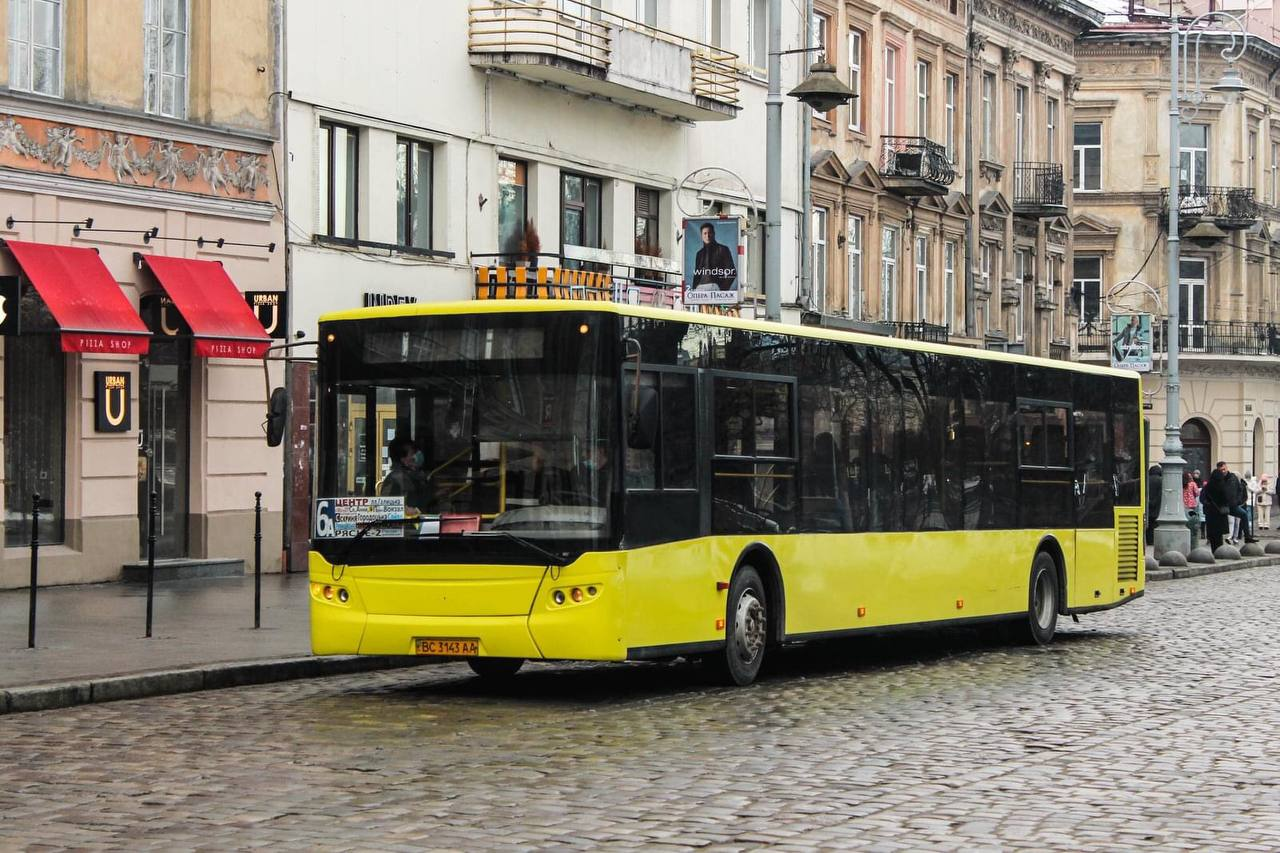
ЛАЗ А191F0 на проспекті Свободи
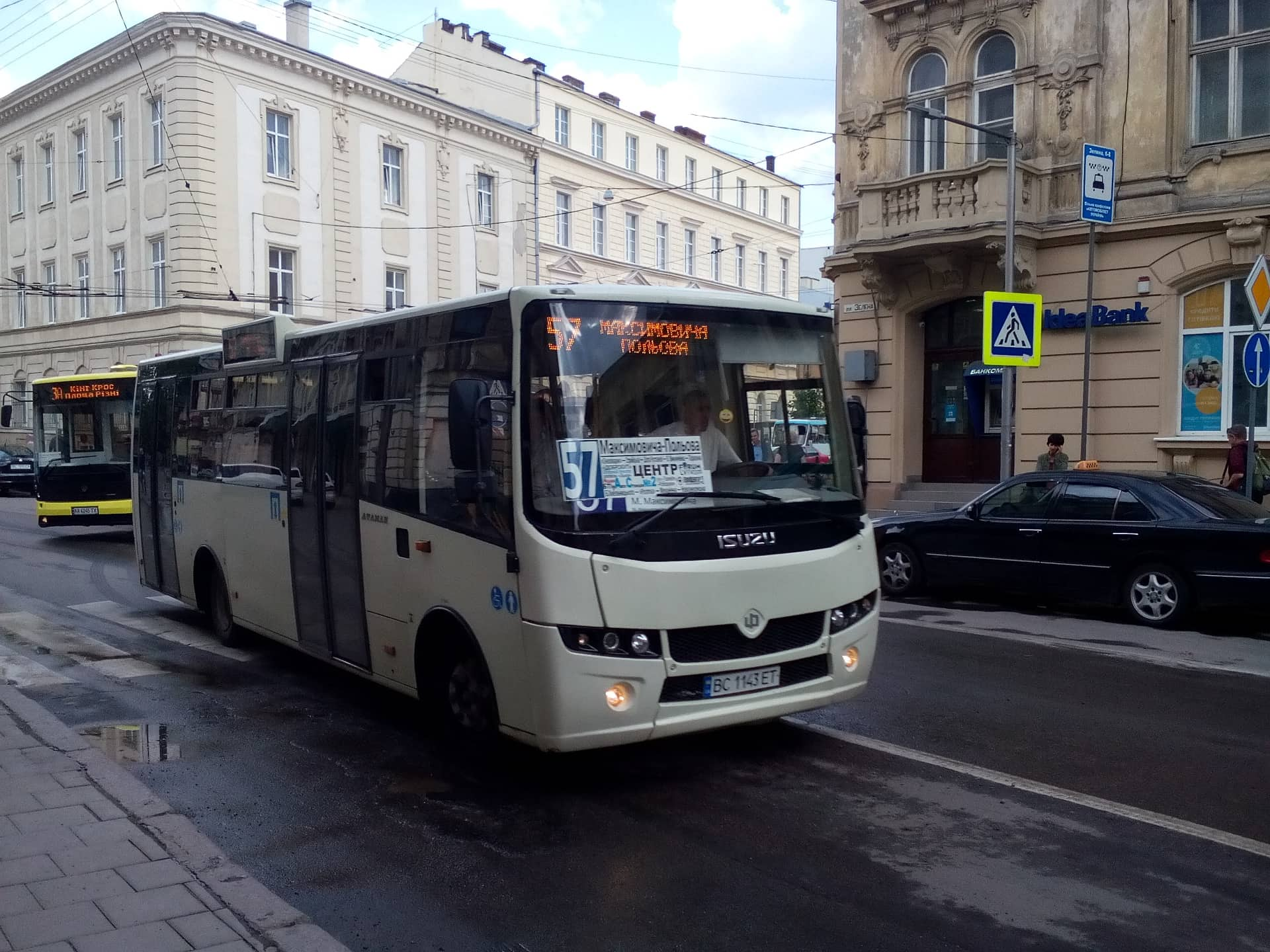
Ataman А092H6 на маршруті № 57 (2019)
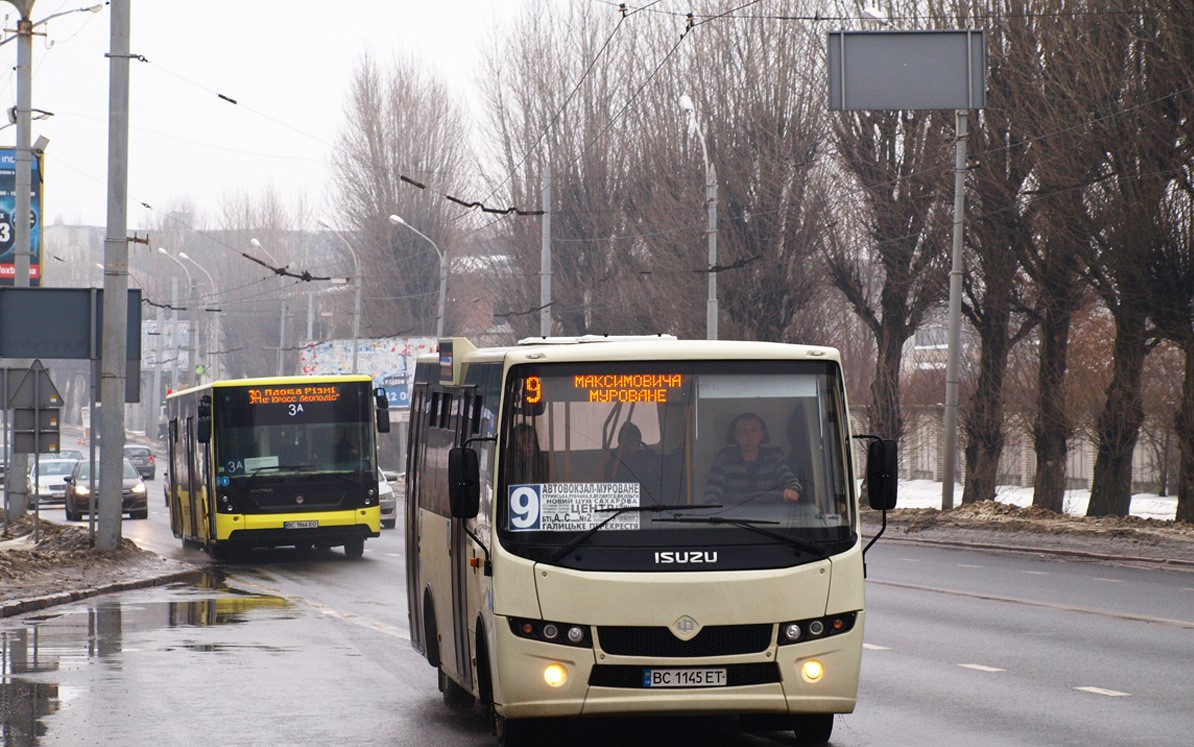
Ataman A092H6 на маршруті № 9 (2019)
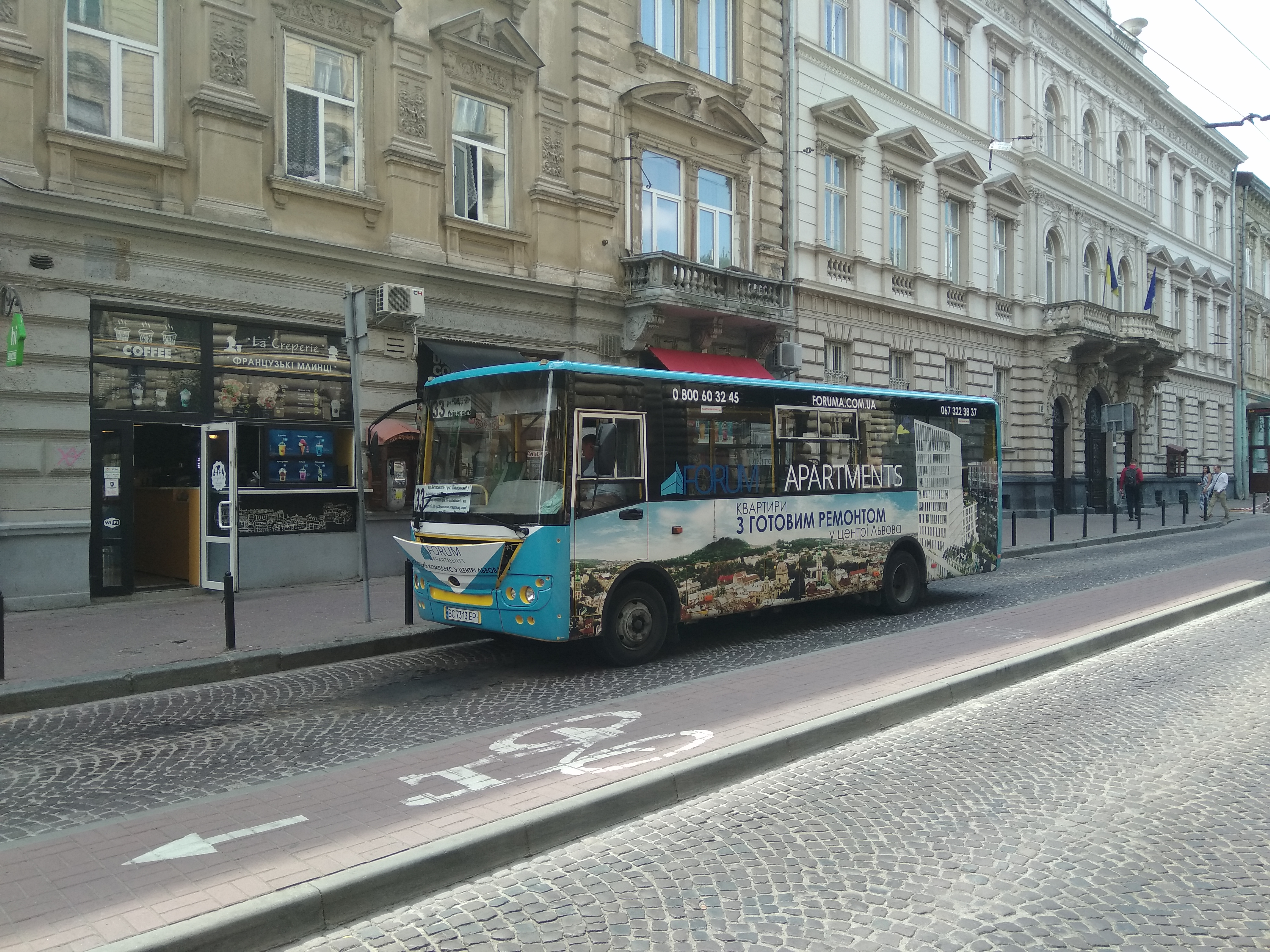
Богдан А22112 на маршруті № 33 (2018)
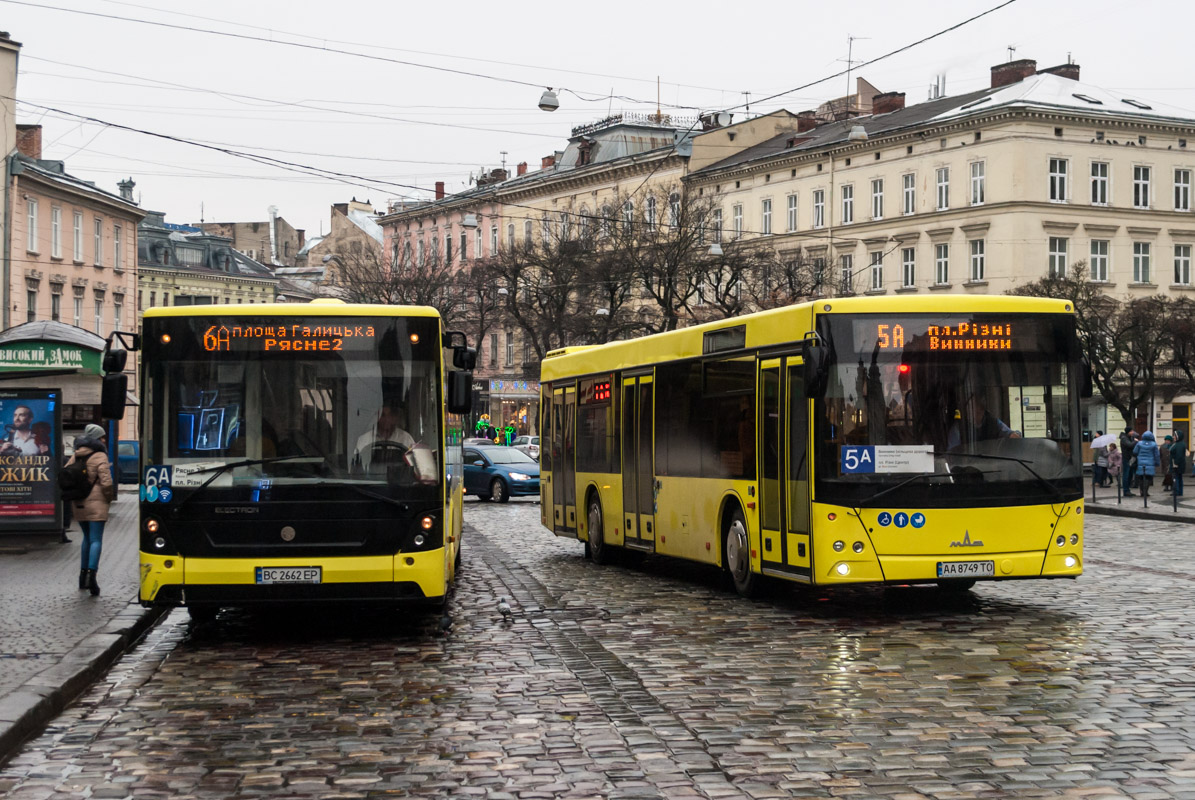
Електрон А18501 та МАЗ 203 на площі Галицькій (2018)
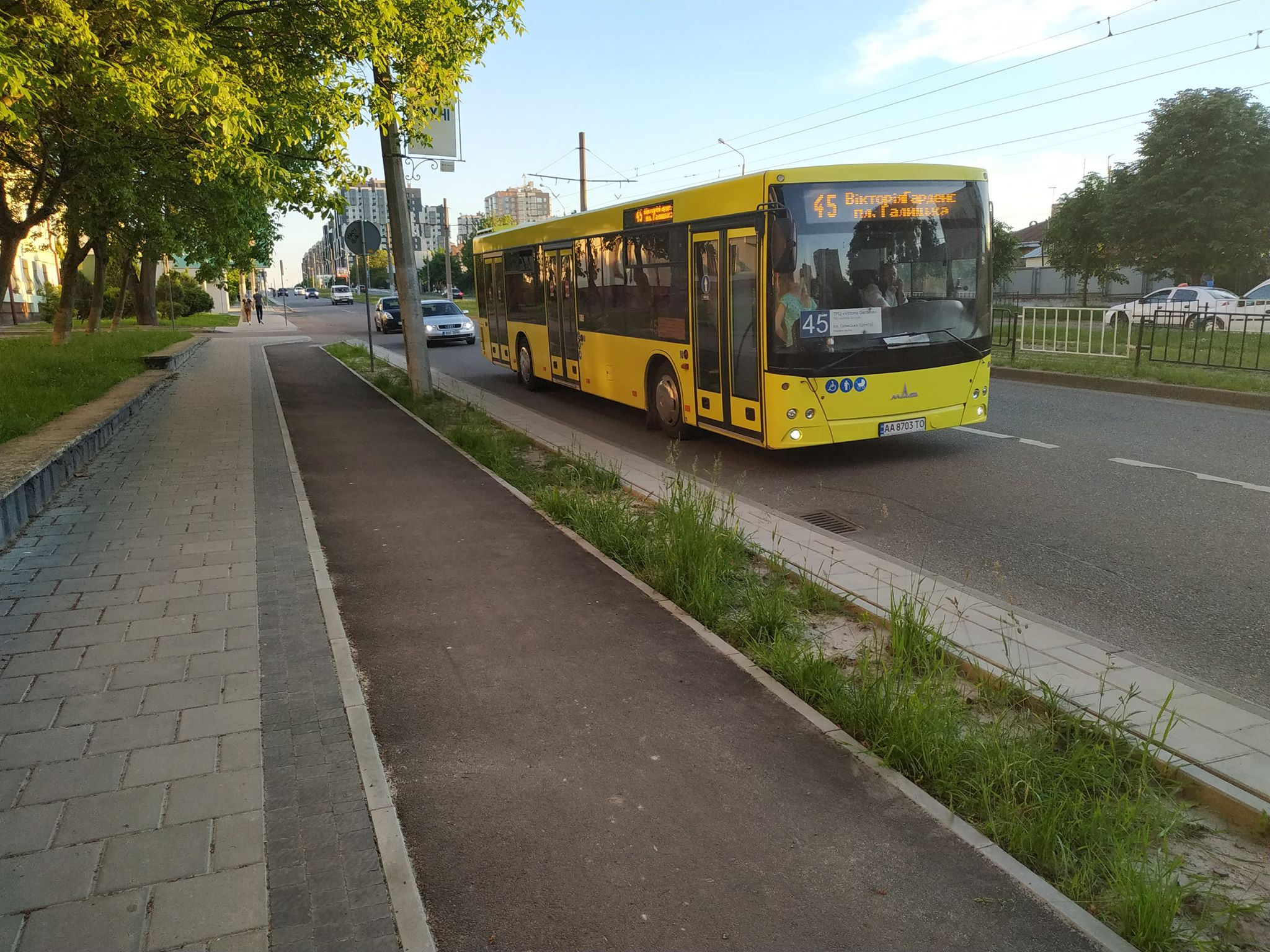
МАЗ 203 на маршруті № 45 (2019)
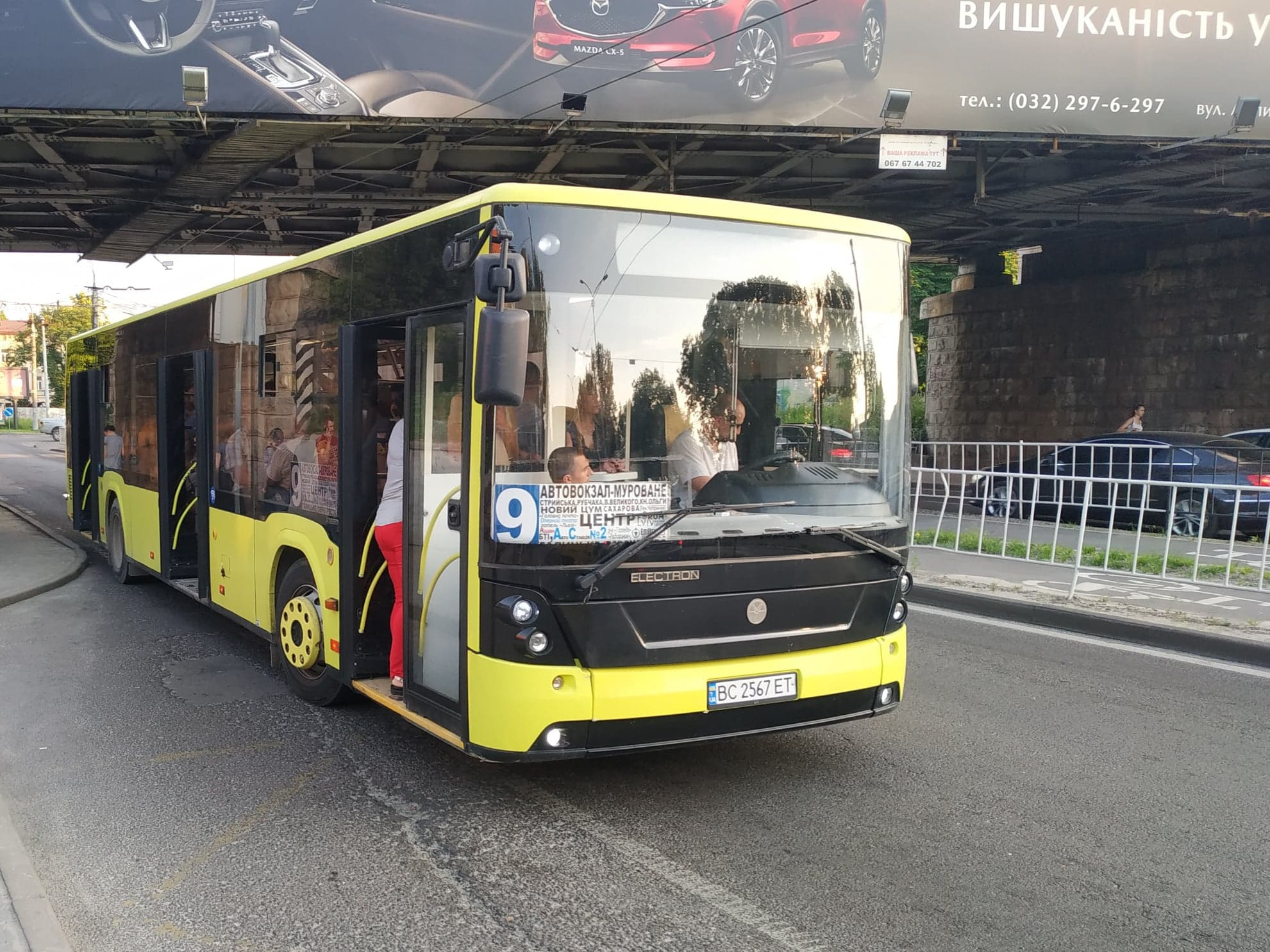
Електрон А18501 на маршруті №9 (2019)
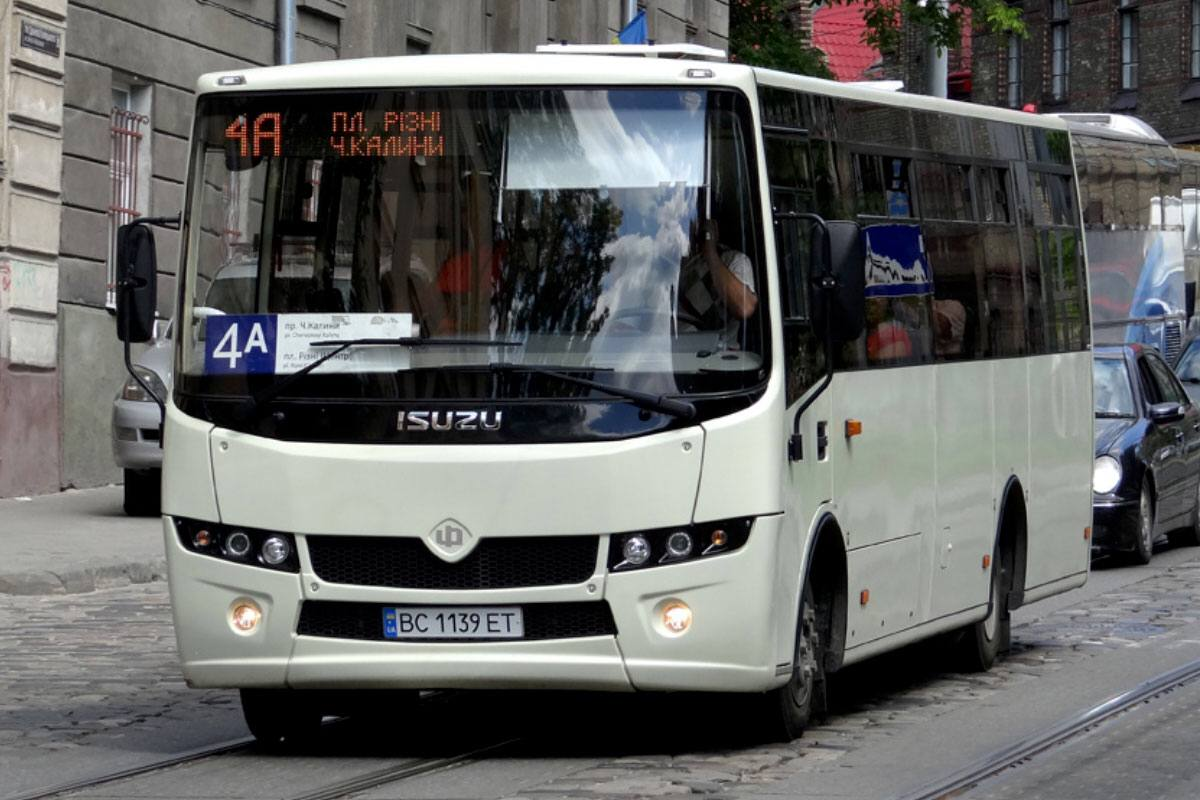
Ataman A092H6 на вулиці Івана Гонти
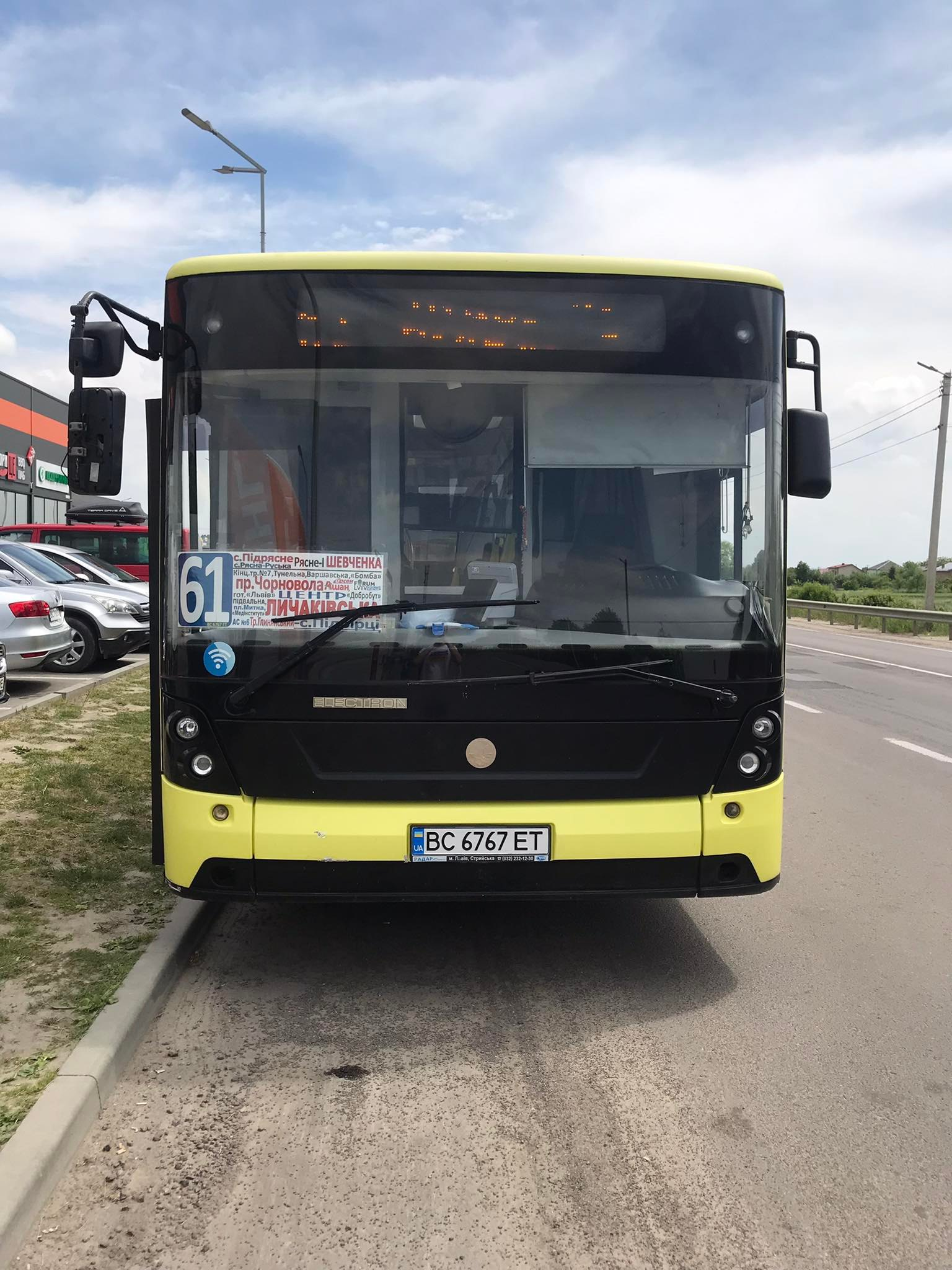
Електрон А18501 в селі Кожичі